# Städtebauliche Entwicklung Lübecks seit 1864
Die städtebauliche Entwicklung Lübecks seit 1864 verlief rasant. In jeweils wenigen Jahren hat sich die Stadt stärker als zuvor in Jahrhunderten verändert. Rückblickend lassen sich mit Übergängen wohl vier Phasen unterscheiden: Von 1864 bis zum Ersten Weltkrieg, während der Weimarer Republik bis Palmarum 1942, Wiederaufbau und Stadterweiterung bis in die 1970er Jahre und seither.

## Ausgangslage und Bedingungen für den Wandel ab 1864

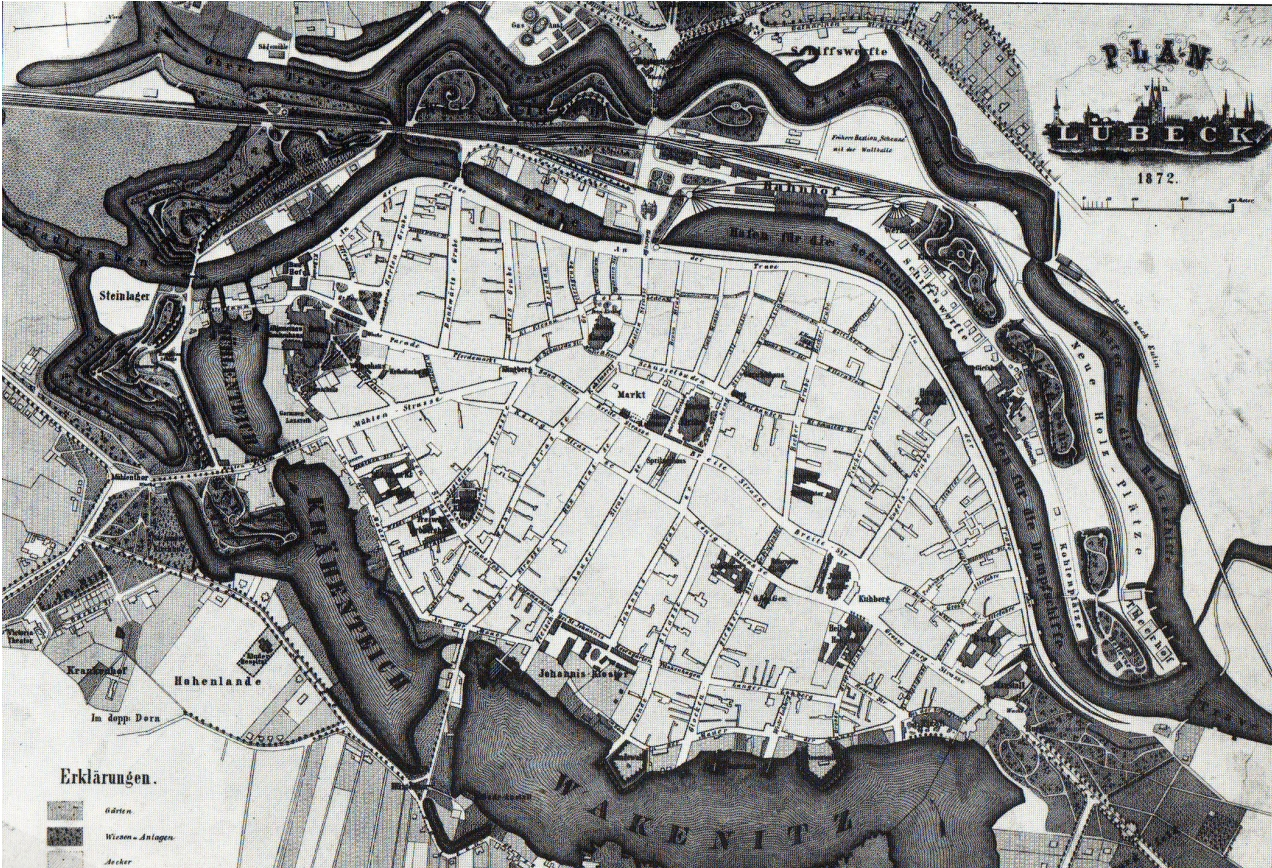
Lübeck 1872

Das Stadtbild Lübecks ist bis Anfang des 19. Jahrhunderts von großer Kontinuität geprägt. Die im Mittelalter festgelegten Grundstücksgrößen und -formen (Parzellen) mit geringer Breite zur Straße und großer Tiefe, der Mangel an Freiraum innerhalb der Stadtmauern für Neubauten, ein Nachbarrecht, das jedem das Recht gab, Abweichungen von der herkömmlichen Bauform als Minderung des eigenen Besitzstandes zu verhindern, und nicht zuletzt die ökonomische Schwäche und Rückständigkeit der Stadt und ihrer Bürger nach der Reformation verhinderten für lange Zeit große Veränderungen. Durchaus rege Bautätigkeit in Renaissance und Barock beschränkte sich in der Regel auf Umbauten backsteingotischer Substanz anstatt Neubauten und sorgte nur für Veränderungen im Detail, die das Stadtbild in den Augen der Beobachter der Zeit nicht grundsätzlich veränderten. Die Unumstößlichkeit der Brandmauern hatte ihren Grund in der schon im Mittelalter erkannten Notwendigkeit für einen effektiven Feuerschutz, der zum städtebaulichen Dogma wurde.
Bereits Ende des 18. Jahrhunderts werden die Veränderungen erheblicher. Klassizistische Um- und Neubauten (wie das Behnhaus), die gegen das konservative Nachbarrecht durchgesetzt wurden, übergreifen mehrere Parzellen, bringen die ersten traufständigen Häuser oder mindestens einen horizontalen Giebelabschluss durch eine Fassadenblende an die großen Straßen. Auch diese Bauten lockern das Stadtbild jedoch nur auf, ohne es grundsätzlich zu verändern.

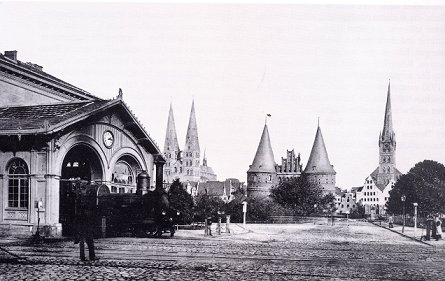
Der alte Bahnhof in Lübeck, ca. 1865

Mit dieser Beständigkeit unterscheidet sich Lübeck deutlich von den Hansestädten Hamburg und Stettin, in denen der Strukturwandel durch Industrialisierung und Urbanisierung Deutschlands früher einsetzt und zu einem erheblichen Wandel auch des Stadtbilds führt, gleicht aber der Mehrzahl der anderen Städte, bei denen der Strukturwandel erst mit Reichsgründung einsetzt. 1871 gibt es im Reich nur 8 Städte mit mehr als 100.000 Einwohnern. In Lübeck werden diese Veränderungen in den anderen Hansestädten registriert und es organisiert sich insbesondere in der Gemeinnützigen Gesellschaft unter den Bürgern das Bemühen, auch in Lübeck an den Entwicklungen der fortgeschrittensten Städte teilzunehmen.

Bevölkerungsentwicklung

Dazu sind jedoch zunächst die Schwächung durch die französische Besetzung und innerer und äußerer Widerstand (insbesondere Dänemarks) zu überwinden. Der Eisenbahnbau 1851 – mindestens 20 Jahre später, als es ohne inneren und äußeren Widerstand möglich gewesen wäre – ist der Auftakt des Wandels. In den 1860er-Jahren dynamisiert sich die Entwicklung: 1864 das Ausscheiden Dänemarks aus der schleswig-holsteinischen Politik durch den Frieden von Wien und der Anschluss an die Verkehrstraße nach Hannover durch die Verbindung Büchen–Lüneburg, 1865 Eisenbahnverbindung nach Hamburg, 1866 Anschluss an den Norddeutschen Bund und Einführung der Gewerbefreiheit, 1868 Beitritt zum Zollverein und 1871 Reichseinheit.
In diese Zeit fällt die Aufhebung der Torsperre in Lübeck 1864. Sie löst sinnfällig die Bremse für den Aufbau der Vorstädte und den Umbau der Stadt innerhalb der Stadtmauern. Während die Bevölkerung der Stadt bis Anfang des 19. Jahrhunderts stagnierte und in der ersten Hälfte des 19. Jahrhunderts bis etwa zur Torsperre „nur“ um ca. 50 % zugenommen hatte und damit deutlich hinter den Schwesterstädten Hamburg und Bremen und sogar dem Reich zurückblieb, wuchs sie ab ca. 1867 mit großer Geschwindigkeit von 34.600 bis 1910 auf 98.656 oder 285 %. Solche Bevölkerungszuwächse benötigen Wohnraum, Gewerbe- und Verkehrsflächen. Von dieser Zeit an dominieren Neu- vor Umbauten innerhalb und außerhalb der Stadtmauern. Auch in dieser Phase gehört Lübeck allerdings nicht zur Spitzengruppe der Städte und bleibt noch immer noch deutlich auch prozentual hinter Hamburg (321 %), Bremen (297 %), Stettin (304 %) und vor allem Kiel (663 %) zurück, das erst in dieser Phase Lübeck an Bevölkerung deutlich überflügelt. 33 von 40 Städten Deutschlands, die in dieser Zeit zur Großstadt werden, haben prozentual höhere Bevölkerungszuwächse als Lübeck.

## Von 1864 bis zum Ersten Weltkrieg

### Entwicklungen in der Innenstadt

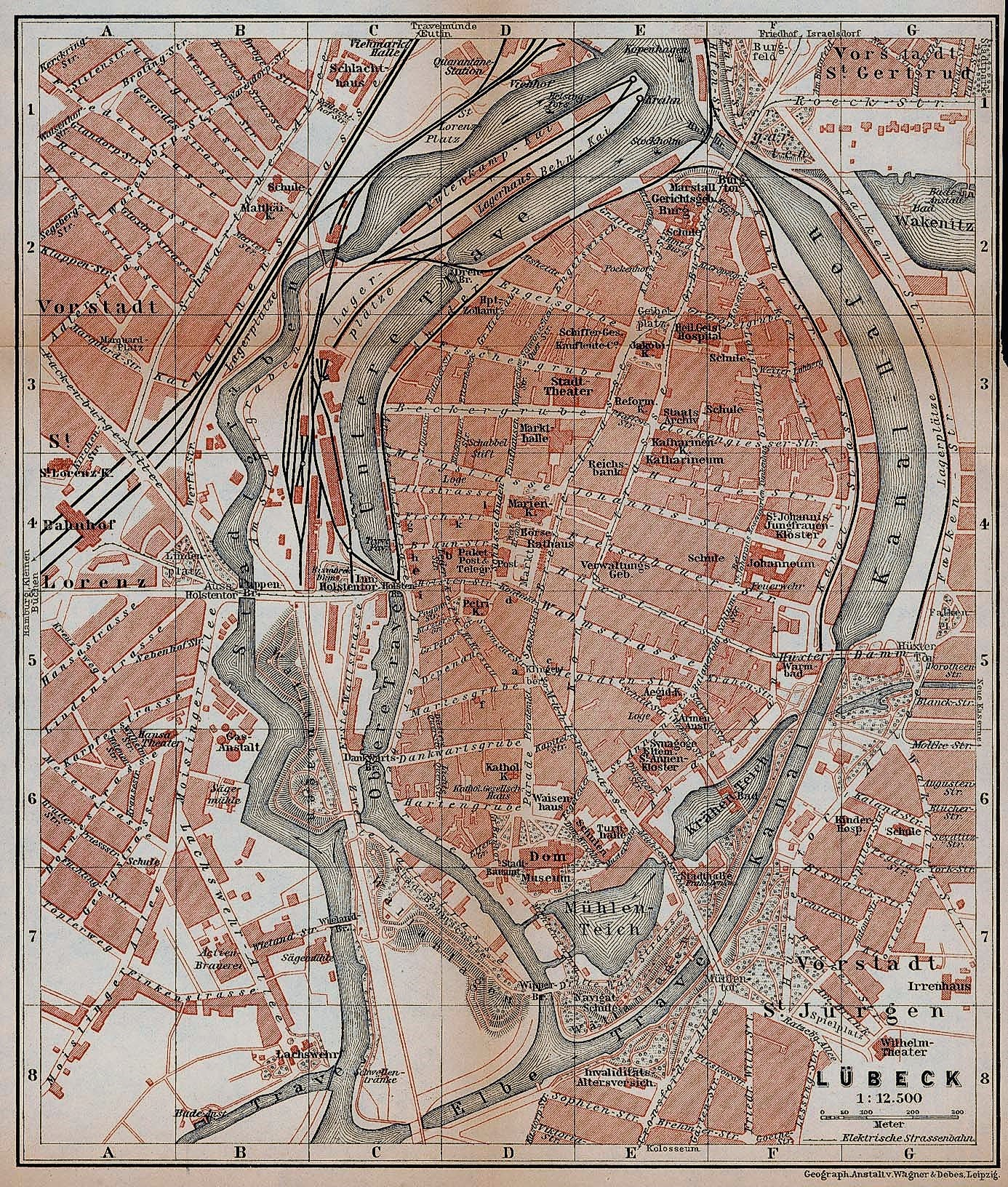
Lübeck (Innenstadt) 1910

#### „Citybildung“ und „Wilhelminische Großbauten“ des Historismus
In Lübecks Innenstadt setzt mit der Aufhebung der Torsperre der Prozess der Citybildung ein. Mit diesem von der Londoner City abgeleiteten Begriff wird die Konzentration zentraler Stadtfunktionen insbesondere des tertiären Sektors vor allem in historischen Stadtzentren bezeichnet. Zunächst werden die im Zentrum für seine Bewohner angebotenen Funktionen auf die Bewohner außerhalb des Zentrums ausgeweitet. Das stößt an Grenzen. Einige Funktionen werden ausgelagert: Sehr schnell werden Schulen und Kirchen in den Vorstädten neu gebaut oder vergrößert. Wo Funktionen weiter im Zentrum wahrgenommen werden, benötigen sie häufig mehr Platz als die im Mittelalter geprägten (und durch Brandmauern eingefassten) Grundstücksparzellen zulassen. Strukturwandel in Handel und Verwaltung begründen darüber hinaus eigenständige Faktoren für den erhöhten Platzbedarf. Einerseits sprengen also die Wohnbedürfnisse der wachsenden Bevölkerung die Grenzen des mittelalterlichen Stadtkerns, andererseits setzt im Stadtkern selbst eine „Entmischung“ der Funktionen ein von der vollständigen Versorgung der Wohnbevölkerung zur Wahrnehmung von Zentralfunktionen für die erweiterte Stadt.
Zahlreiche Bauten dokumentieren den Prozess der Citybildung. Fast alle übertreffen in Grundfläche und Höhe die Vorgängerbauten. Sehr viele Bauten errichtete die Stadt durch ihren Baudirektor Adolf Schwiening selbst – ermöglicht durch Einnahmen aus der neuen Einkommensteuer. Als historistische Bauten im Stil der Neugotik dominieren sie auch stilistisch ihre Umgebung: der Umbau der Klosteranlage des Katharinenklosters für das Katharineum zu Lübeck (Stadtbaudirektoren Louis Martiny und Gustav Adolf Schwiening, 1874–1891, Risalite und Dachabschluss 1942 zerstört, modern ersetzt), das Dommuseum (1889–1893, 1942 zerstört), die Hauptturnhalle in der Mühlenstraße (1891) und das Gerichtsgebäude in der Burgstraße (1896). Auch die Körperschaften des neuen Reichs bauten neugotisch das Kaiserliche Postamts am Markt im sogenannten Postpalaststil (1884, nach dem Ersten und Zweiten Weltkrieg zunächst in zwei Schritten stilistisch vereinfacht, schließlich abgerissen) und die erste Reichsbankfiliale in der Königstraße Nr. 42 (1894/95, Entwurf: Max Hasak).
Stilistisch eine Ausnahme unter den neuen Großbauten ist das Haus eines privaten Bauherrn, der Deutschen Lebensversicherungsgesellschaft in der Königstraße Nr. 1(1882), das 1907 noch einmal erweitert wurde, im Stil der sog. Neorenaissance.
Diesen Stil bevorzugen auch die kleineren Geschäfts- und Wohnhäuser, die ebenfalls einen deutlichen Wandel zeigen. Beispielhaft für Geschäftsbauten des Einzelhandels, der in dieser Zeit die Stadt erobert, können die Häuser Mühlenstraße 1/3 und 5/7 (1866–1868, Ecke Aegidienstraße) genannt werden. Sie bieten von Anfang im Erdgeschoss Schaufenster – eine Neuerung im Stadtbild seit Mitte des 19. Jahrhunderts – und Platz für den Einzelhandel, was in den älteren Häusern erst einen Umbau erforderte. Auch sie sind deutlich höher als die unmittelbar benachbarten älteren Häuser und bedecken jeweils zwei Parzellen.
Wohnhäuser werden immer häufiger als Mietwohnungen mit abgeschlossenen Etagenwohnungen gebaut, während früher jeder Bürger ein eigenes Haus bewohnte. Auch reine Wohnhausneubauten überragen die älteren Nachbarhäuser oft erheblich und zeigen dabei Brandmauern zu den Nachbargrundstücken. Außerdem sind sie oft überreich mit Gestaltungselementen wie Erkern und Türmchen verziert, die dem bisherigen Stadtbild fremd waren. Der Eingang der Holstenstraße hält eine schwache Erinnerung daran wach.
In der Fischergrube und an der Untertrave übertreffen die neuen Speicherbauten (u. a. der Familie Mann) ihre Vorgänger an Größe deutlich.
Die rechtliche Grundlage für diese oft gestalterisch dominanten und maßstabssprengenden Bauten bildeten die Aufhebung der nachbarrechtlichen Veränderungssperre 1854 und die Bauordnungen von 1865 und 1881, die in Straßen mit einer Mindestbreite von 11,50 m den Höhen keine Grenzen mehr setzten.
Auch der Bau- und Ausbau der Gas- und Elektrizitätswerke zunächst im Zentrum gehört zu dieser Entwicklung der Zentrumsbildung, auch wenn solche Funktionen sehr rasch an den Stadtrand gedrängt wurden und damit eine Beschränkung der Cityfunktionen auf Dienstleistung und Handel eintritt.

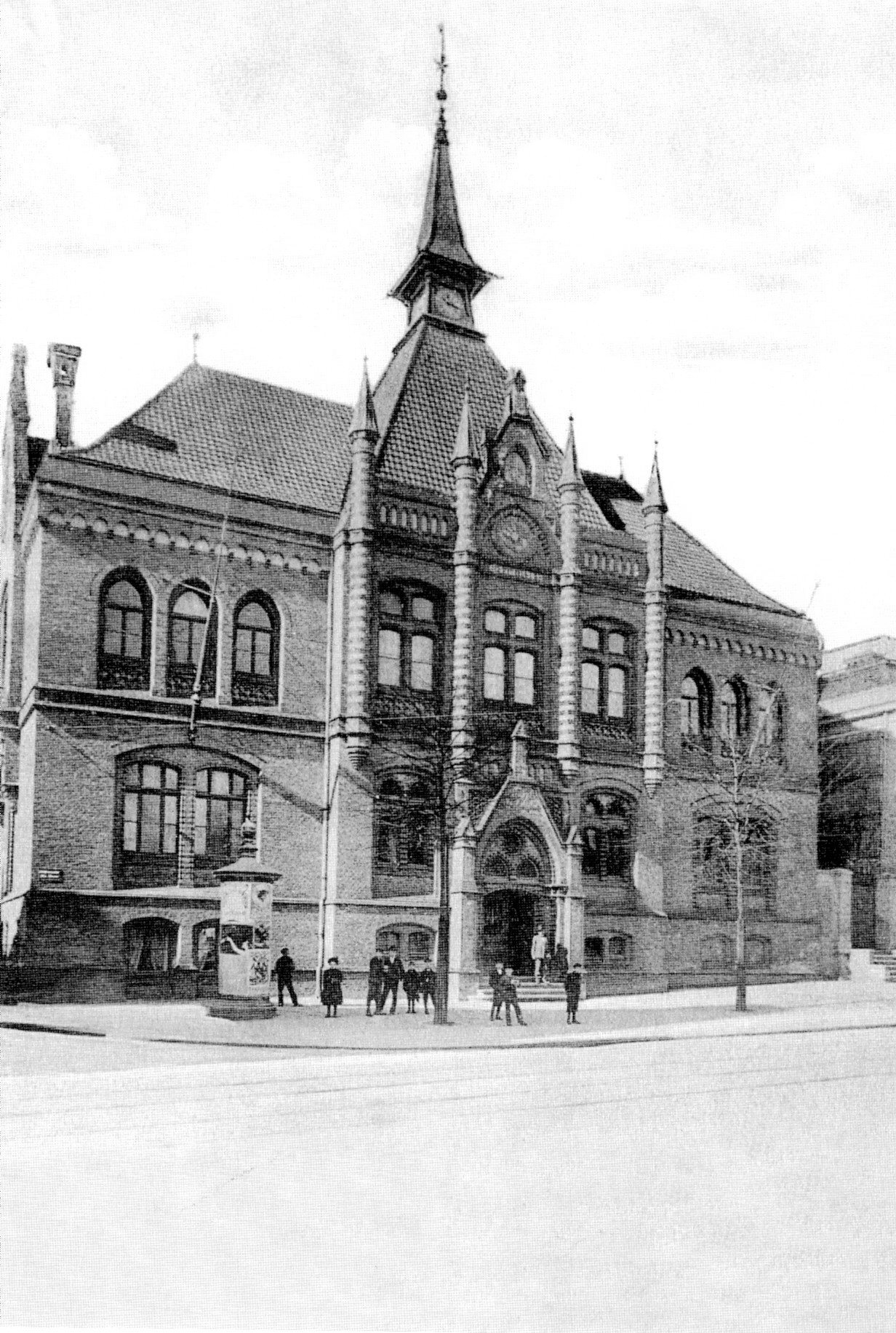
Hauptturnhalle um 1901
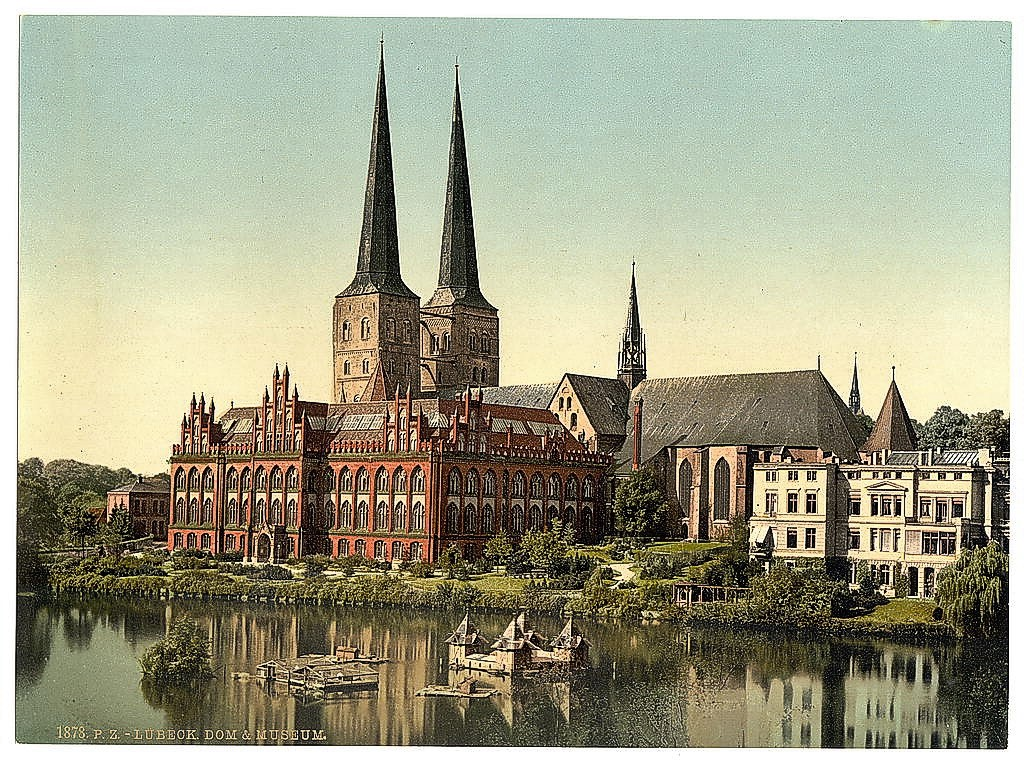
Dommuseum (1892)
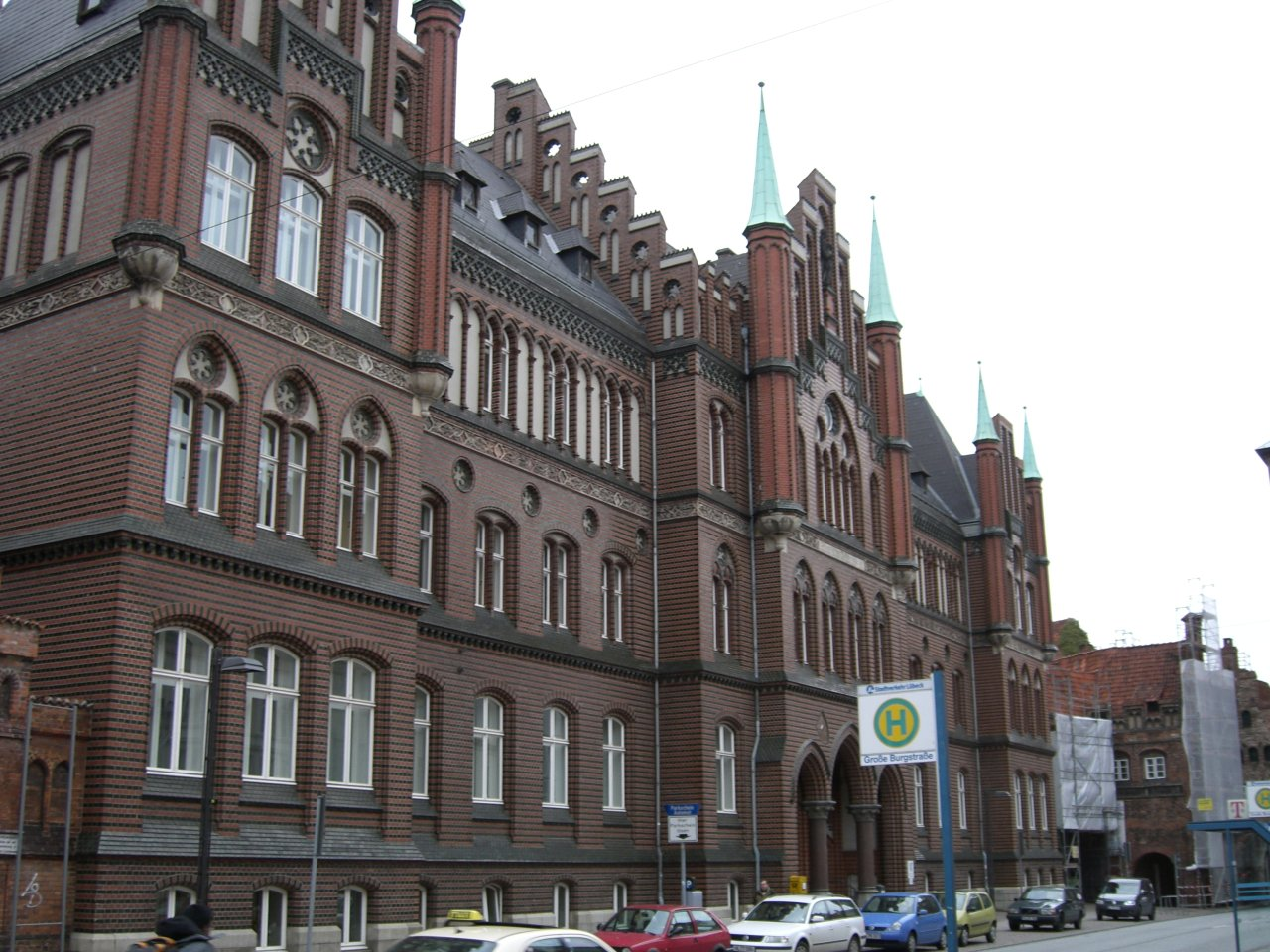
Gerichtsgebäude (1894/96)
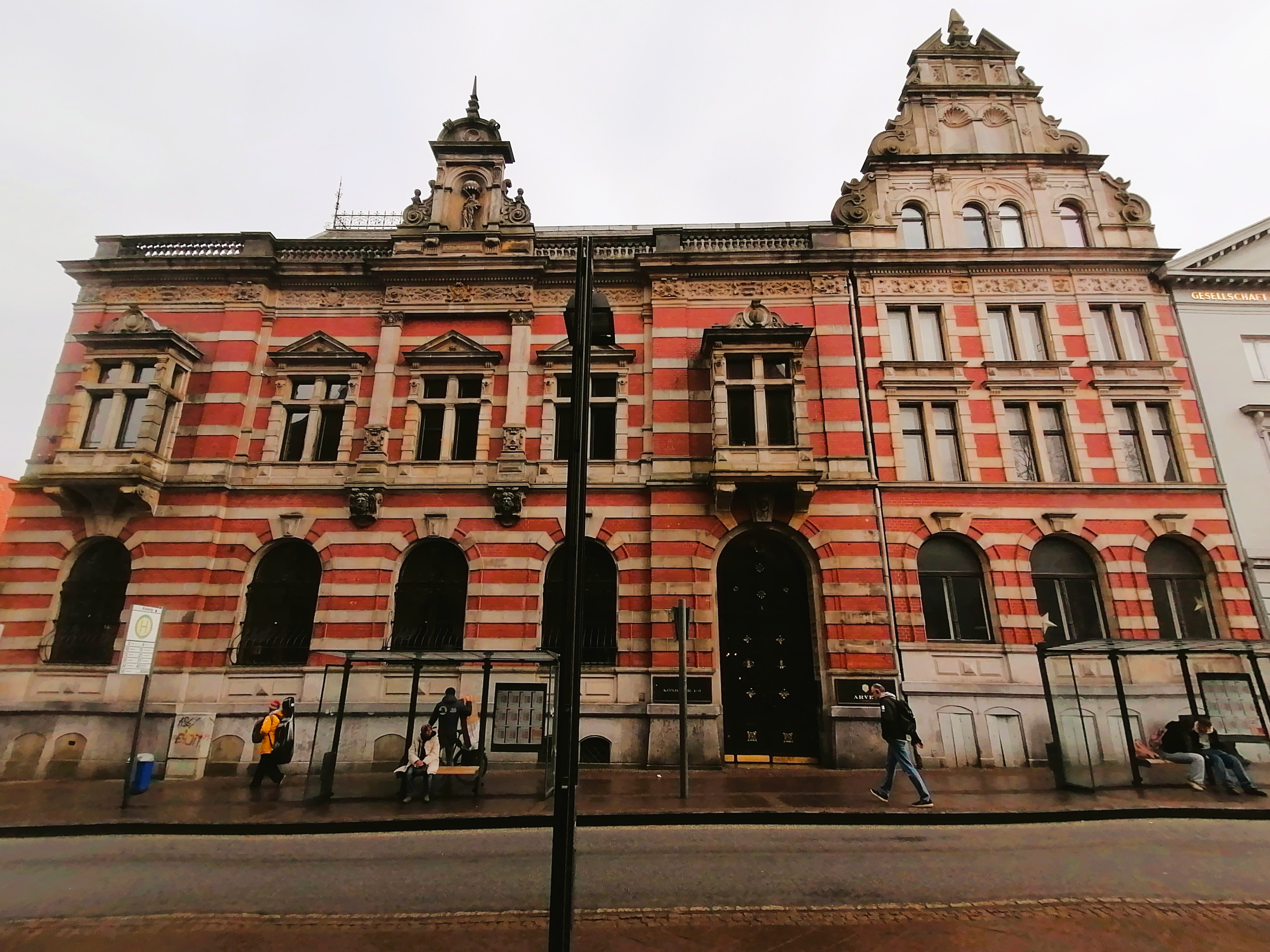
Deutsche Versicherungsanstalt (1882)
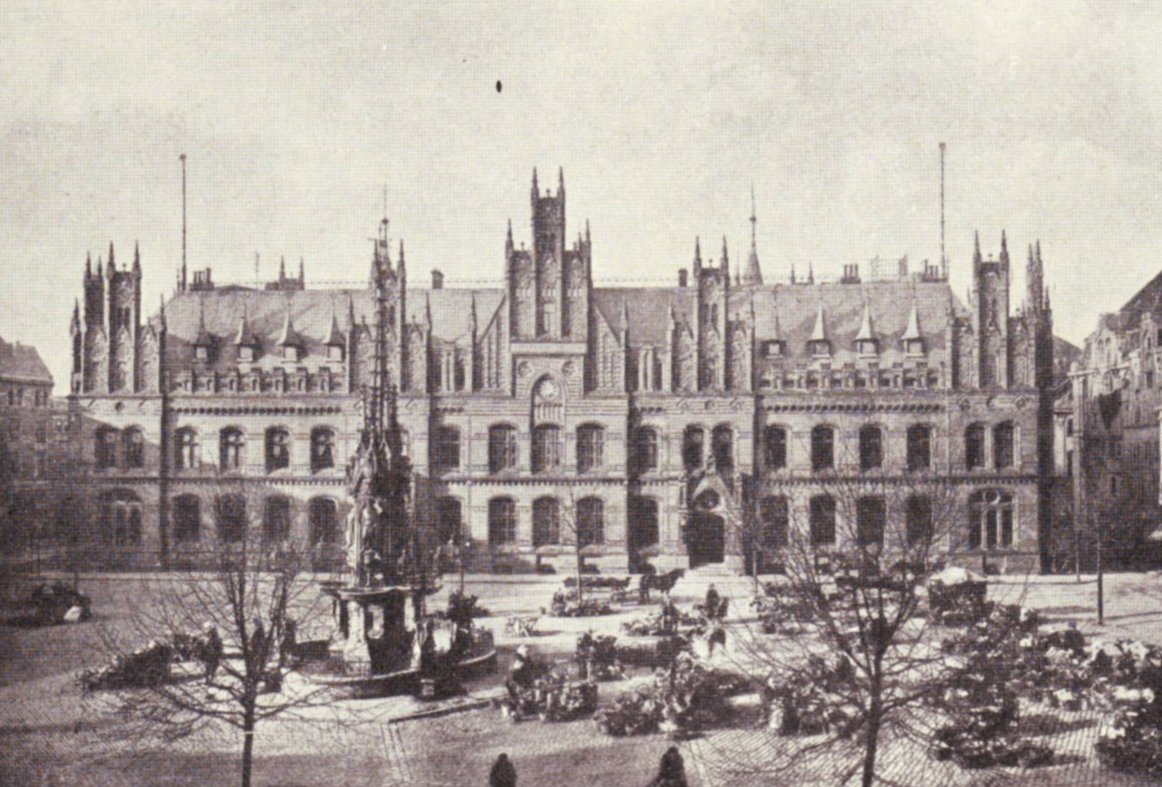
„Postpalast“ (1882–1884)
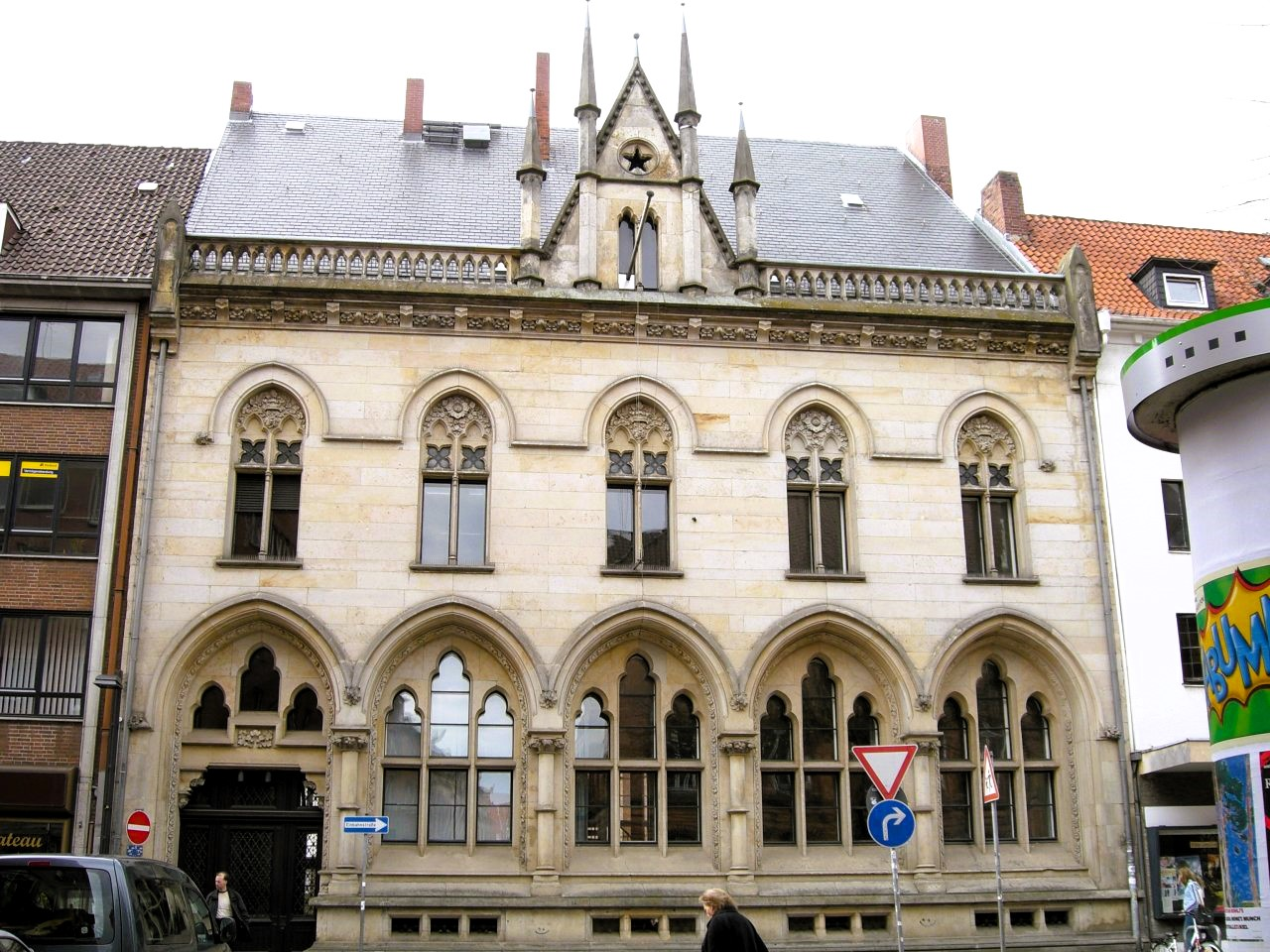
Ehemalige Reichsbankfiliale (1894/95)
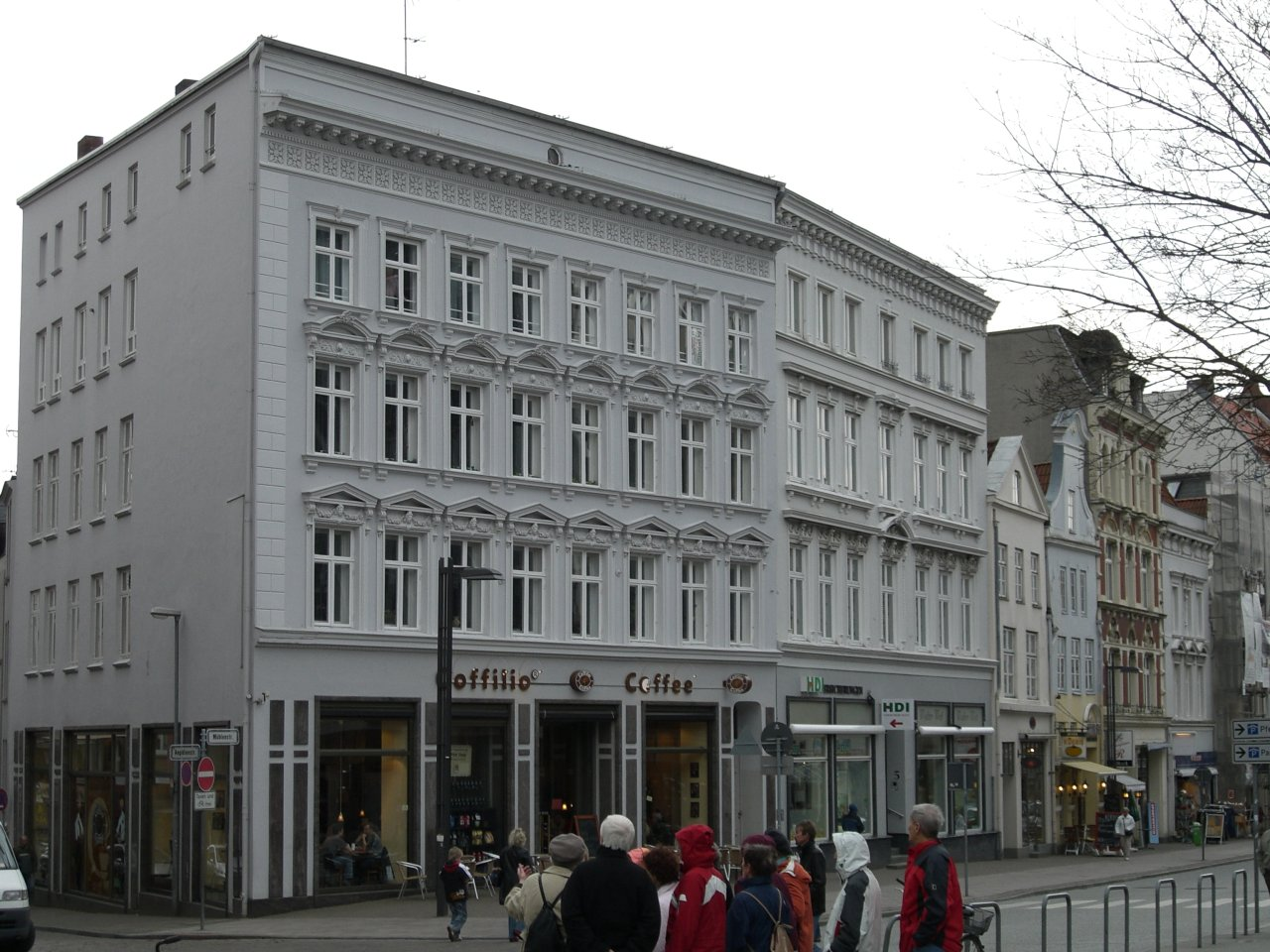
Geschäftshaus Mühlenstraße (1866/68)
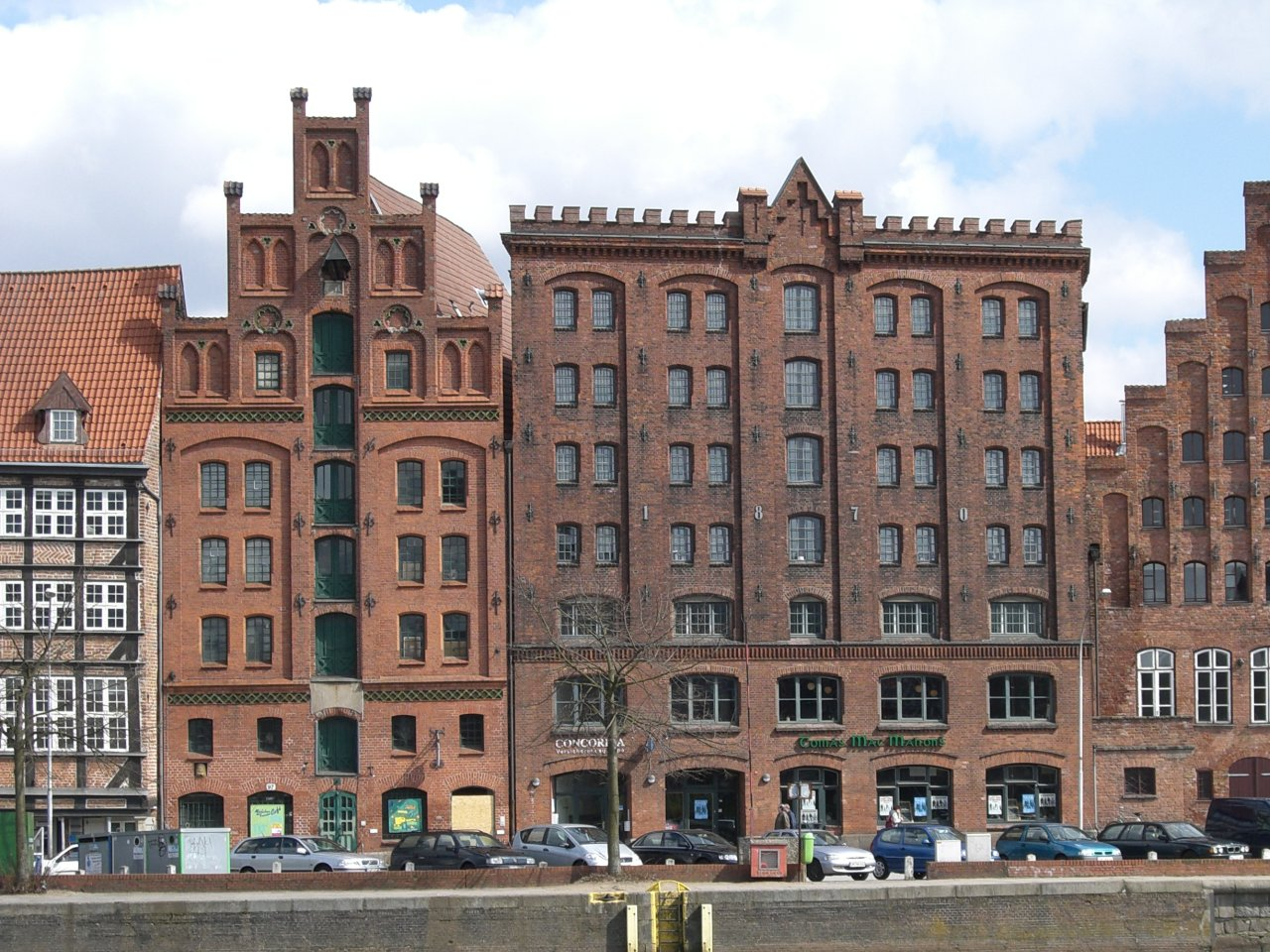
Speicher (li.: Possehl 1871, re.: Lienau 1870)

#### Trendwende um 1900: Heimatschutz- und Jugendstil
Obwohl insbesondere Gustav Adolf Schwiening eine Anknüpfung an die lübeckische Tradition der Backsteingotik beabsichtigte, wurden die erheblichen Veränderungen des Stadtbildes durch die Neubauten bald sehr kritisch wahrgenommen. Ein symbolischer Streit wurde um den Erhalt der Löwenapotheke oder die Gestaltung des Burgtors geführt. Ein von der Gemeinnützigen nach dem Vorbild vieler alter Städte ausgeschriebener Fassadenwettbewerb 1901 sollte eine Rückbesinnung auf die Tradition befördern, obwohl auch dieser Wettbewerb z. B. mit einer Fassadenbreite von 16 m ein Maß vorgab, was innerhalb der alten Parzellen nicht umzusetzen war. Der Wettbewerb wurde durch den späteren städtischen Baudirektor Johannes Baltzer gewonnen.
Auch dessen weitere Arbeit ist von dem Bemühen um Anknüpfung und Einpassung getragen und zeigt wie die Arbeiten anderer in Lübeck in dieser Zeit Anklänge an den Heimatschutz, so insbesondere der Neubau der Ernestinenschule in der Kleinen Burgstraße (1903/1904). Weiter gehört der Neubau des Johanneums an Stelle des dafür niedergelegten St. Johannisklosters zu den Werken Baltzers. In ähnlicher Weise fügen sich der Gebäudekomplex Breite Straße/Jakobikirchhof und das Verlagshaus von Schmidt-Römhild an der Ecke Mengstraße/Fünfhausen oder das Katholische Gesellenhaus an der Parade in das Stadtbild ein. Sie alle harmonieren häufig besser mit dem Hergebrachten als die Gebäude vor 1900, auch wenn sie sogar noch einmal die Neogotik aufgreifen wie das Possehlhaus 1909.
Daneben modernisieren der Neubau des Theaters (1906, Architekt Martin Dülfer) als bedeutendes Werk des überregionalen Jugendstil oder das Bankhaus am Kohlmarkt (1909/1910) das Stadtbild.

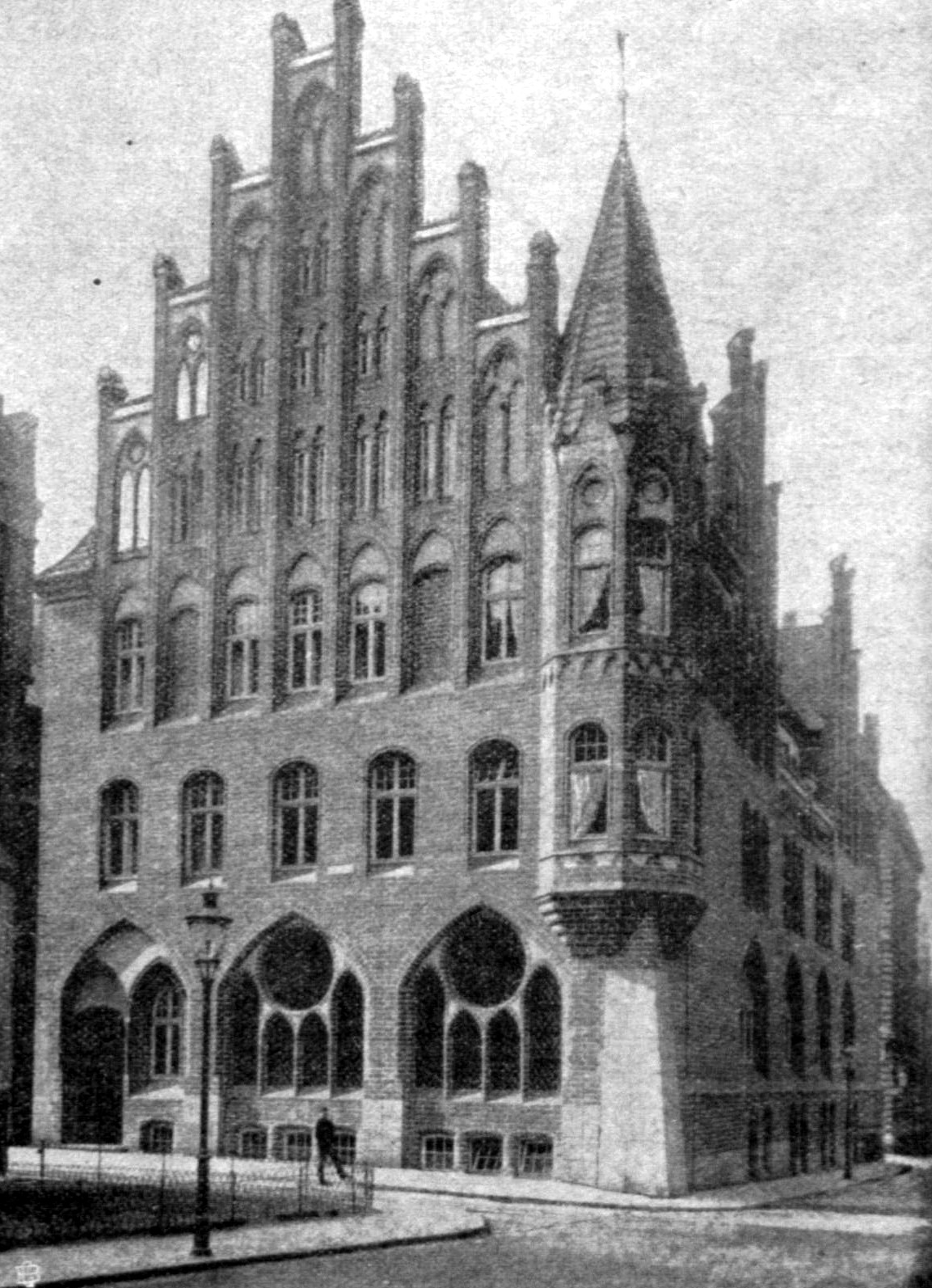
Marienwerkhaus (1903/04) (Wilhelm Glogner)
Ernestinenschule (1903/04)
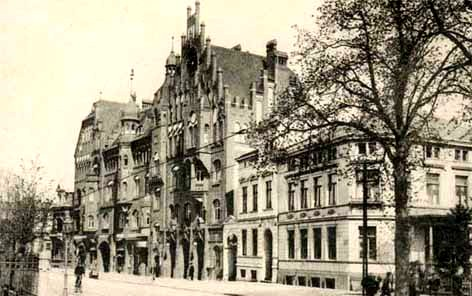
Stadthalle (1904)
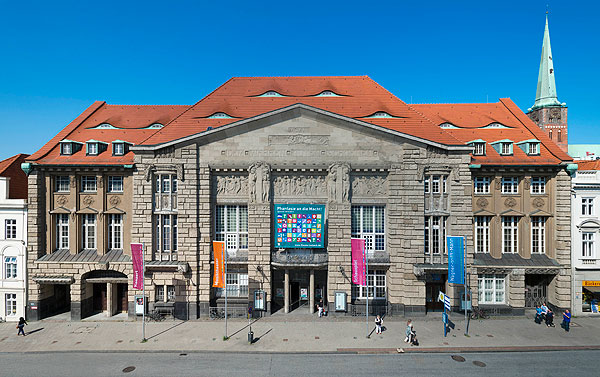
Theater (1906)
Johanneum (1906)
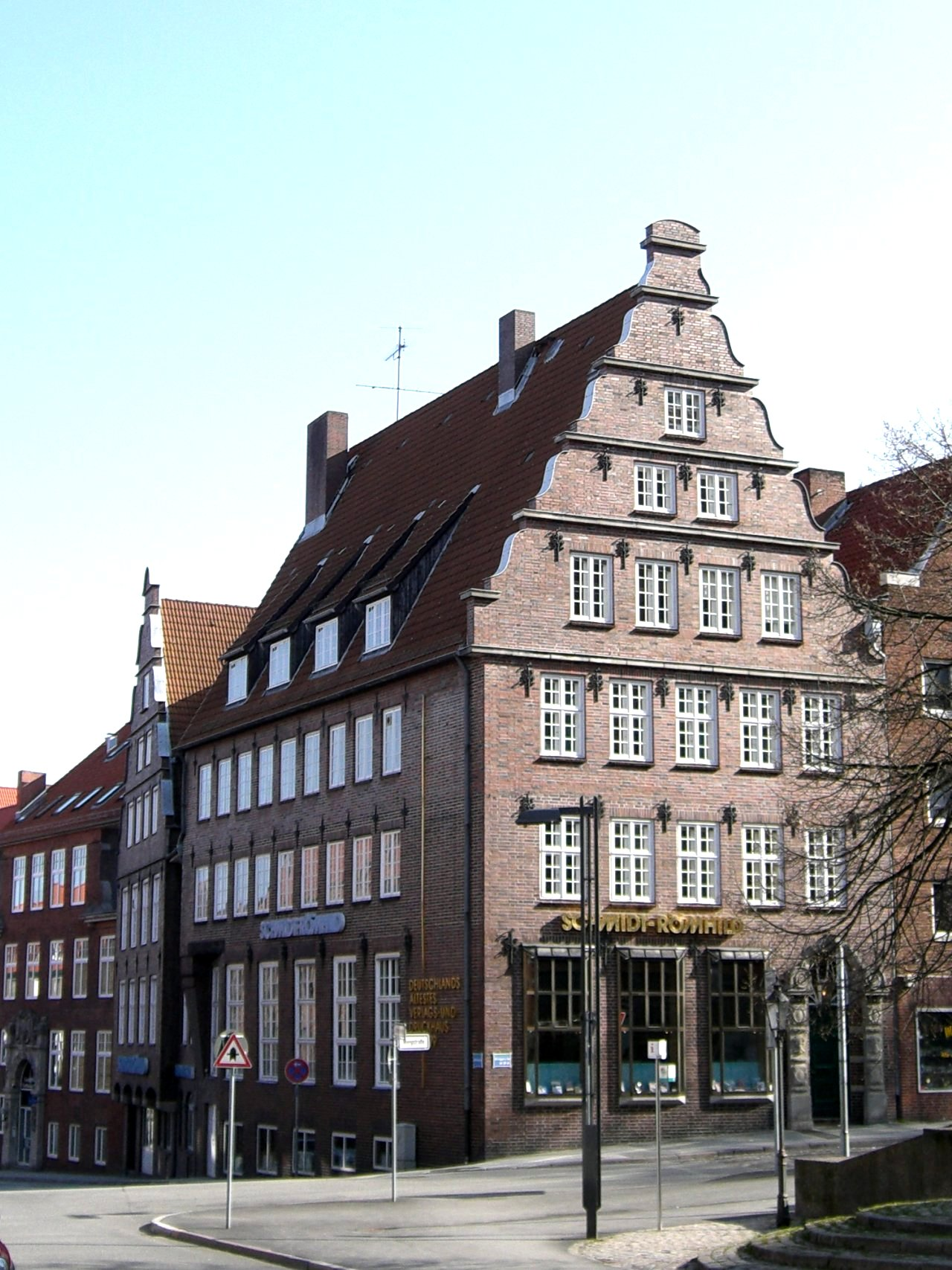
Verlagshaus Mengstraße (1907/Wiederaufbau 1943)
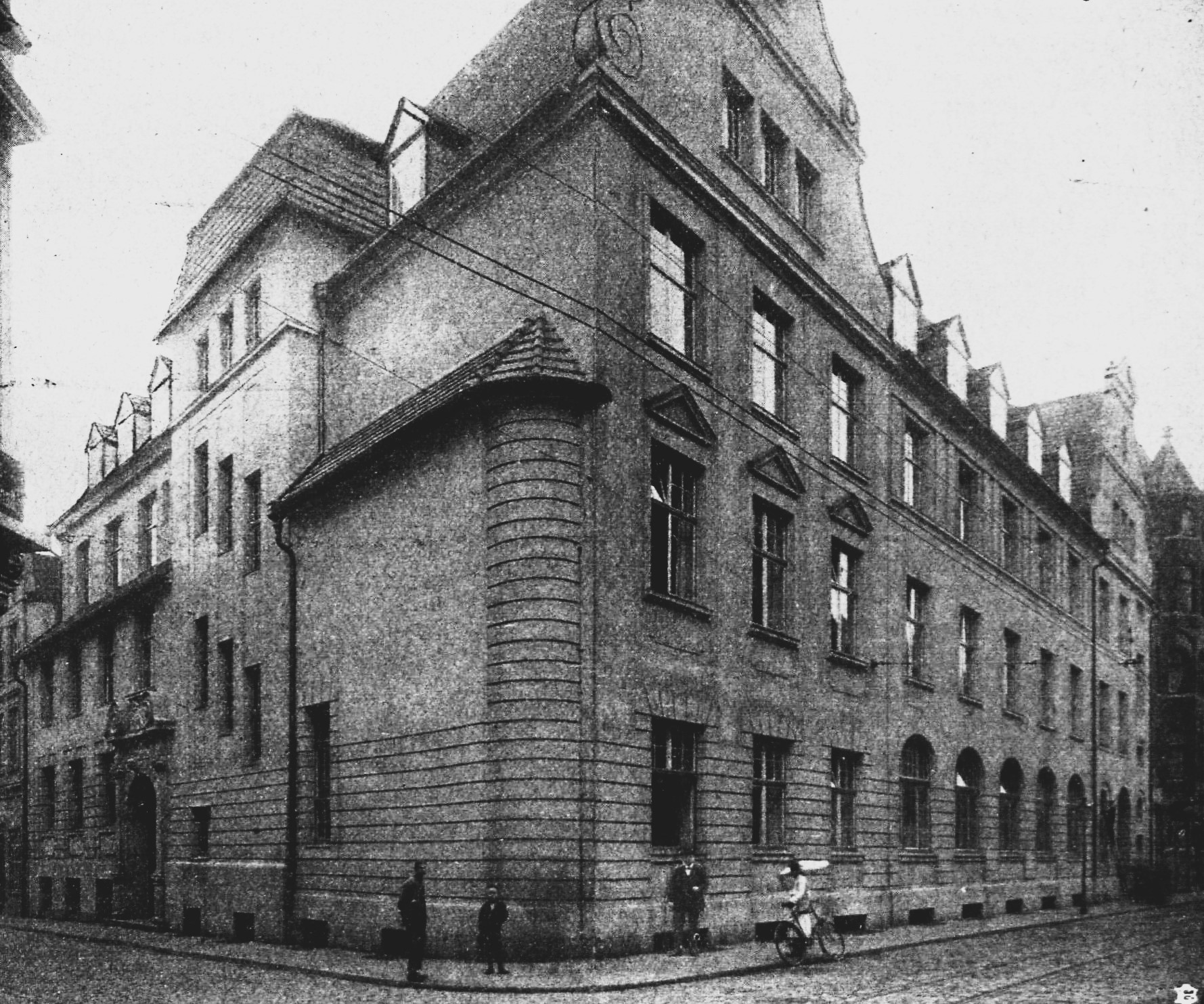
Das neue Verwaltungsgebäude der Steuerbehörde (1906/08)
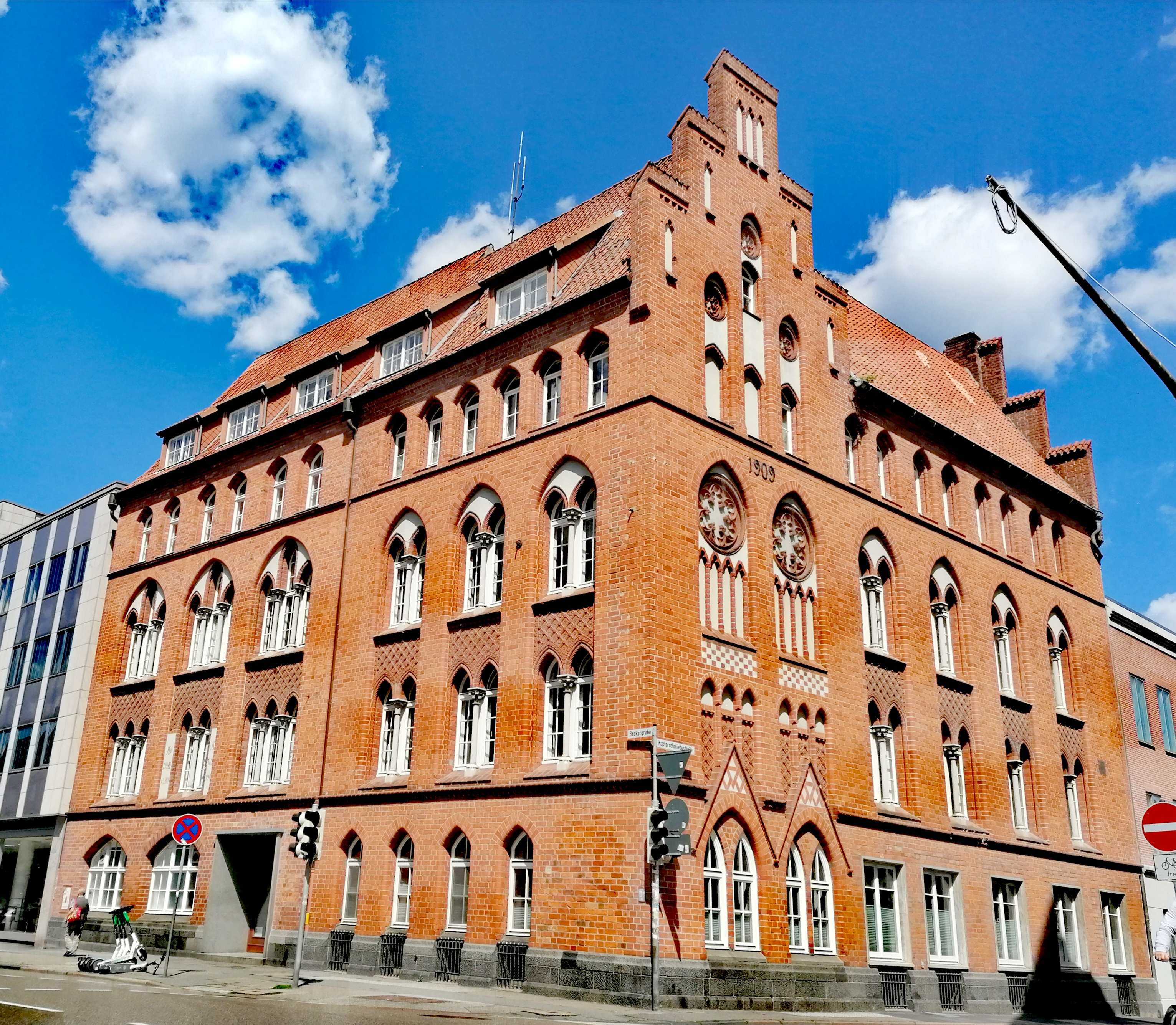
Possehlgeschäftshaus (1909)
Bankhaus am Kohlmarkt (1909)
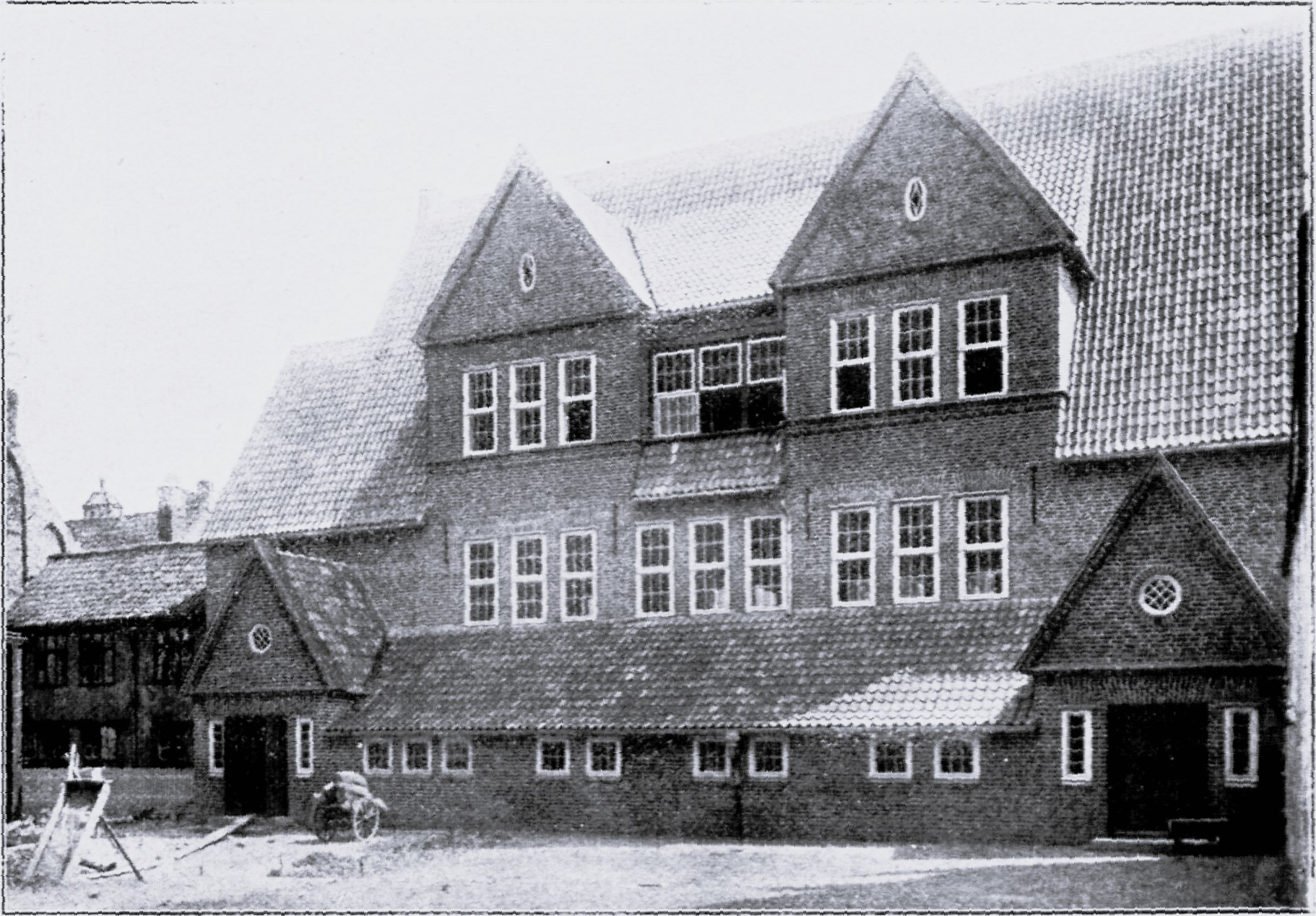
Turnhalle des Katharineums (1910)
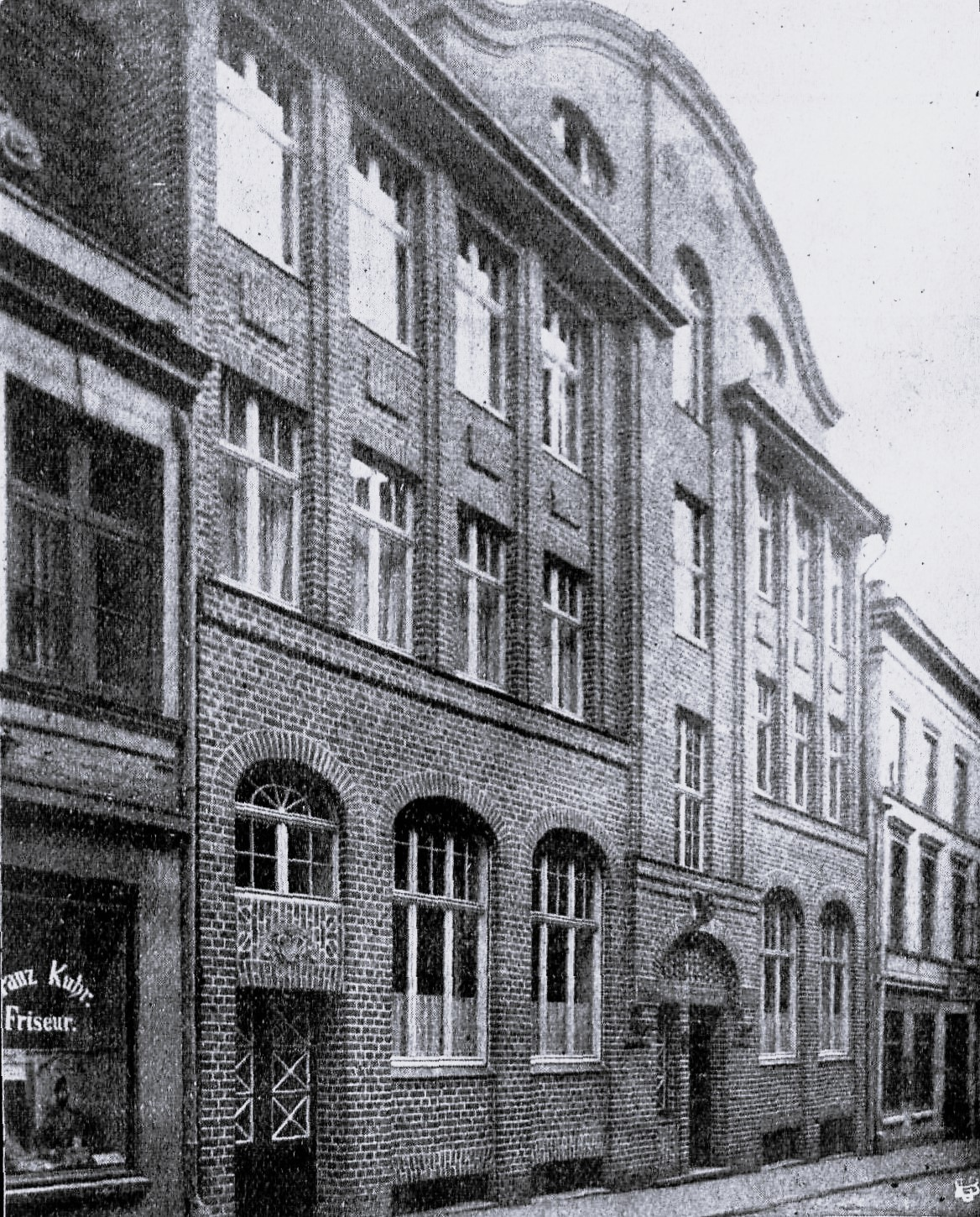
Hermberg'sches Haus (1910/11) (Architekturbüro: Hahn & Runge)
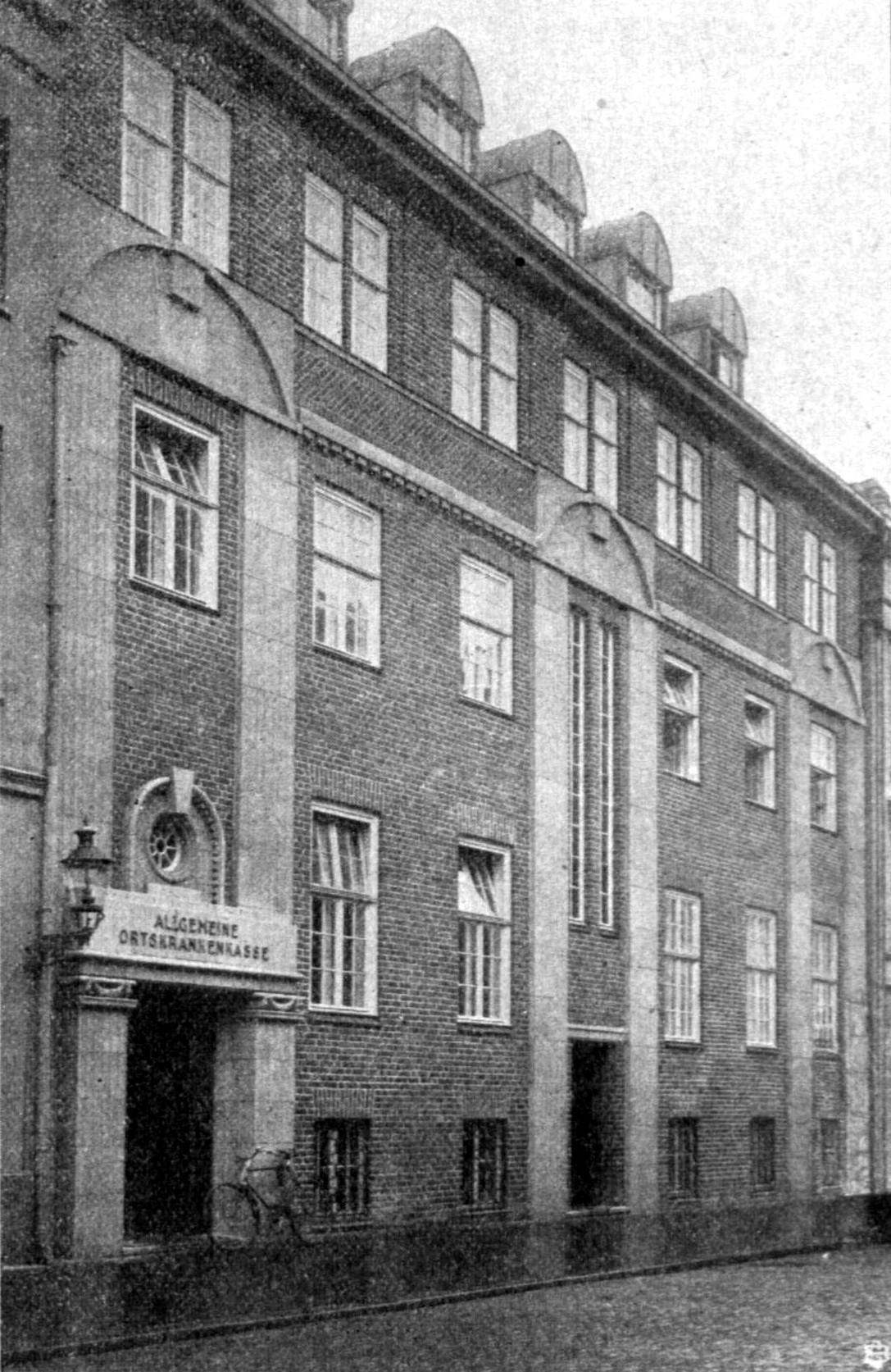
Allgemeine Ortskrankenkasse (1914) (Alfred Redelstorff)

### Entwicklung der Vorstädte und der 1913 eingegliederten Landgemeinden

#### Rechtliche Grundlagen, Bebauungsplan 1894
Die rechtlichen Grundlagen für die Entwicklung der Vorstädte werden wenige Jahre vor der hier angenommenen Zäsur durch Aufhebung der Torsperre 1864 gelegt. Zum 1. Januar 1851 übernimmt das Stadtamt die Verwaltung der Vorstädte. Die Grenzen werden 1861 durch die „Verordnung, die Gränzen der Vorstädte, und die Anwendung der desfallsigen Bestimmungen auf die davon berührten Verhältnisse betreffend“ bestimmt. Kommunale Erschließungs- und Versorgungspflichten werden 1877 von der Stadt übernommen.
Die städtische Bebauungsplanung führt zunächst nicht zu Bebauungsplänen. Die durchaus intensive Planungstätigkeit der Stadt insbesondere von Peter Rehder beschäftigt sich zunächst mehr mit der Planung des Elbe-Lübeck-Kanals und den Ausbau der Trave (Travekorrektionen), aber beeinflusst damit natürlich auch mittelbar die Stadtentwicklung. Selbst der Verlauf der neuen Straßen wird jedoch zunächst nicht durch die Verwaltung festgelegt. Alle Straßen des Villenviertels etwa in St. Jürgen entstehen als Privatstraßen. Das „Gesetz zur Anlage von Straßen in den Lübecker Vorstädten“ von 1873 bestimmt lediglich Straßenklassen durch Festlegen von großzügigen Straßen- und Gehwegbreiten, sowie einer Vorgartenzone. Blockrandbebauung ist also zunächst verboten. 1883 wird der Auftrag zur Ausarbeitung eines Bebauungsplans an den Königlich Preußischen Landvermesser Sponholz aus Halle zur Ausarbeitung eines Bebauungsplans vergeben, in dem dieser insbesondere nach dem Vorbild von Paris und Wien den Plan einer Ringstraße entwirft, die entlang der damaligen Bebauungsgrenze der Vorstädte verlaufen soll. Der Bebauungsplan wird erst nach Jahren 1894 unter dem Baudirektor Schwiening verabschiedet. Er schreibt zum Teil nur noch fest, was zu diesem Zeitpunkt mindestens in Ansätzen bereits entstanden war.

#### Merkmale der Entwicklung
Die Entwicklung des städtischen Vorfelds verläuft – typisch für die Stadtentwicklung dieser Zeit – konzentrisch radial („kranzartig“) um die Innenstadt herum entlang der historischen Landstraßen nach Lübeck. Die drei Vorstädte (St. Gertrud, St. Jürgen und St. Lorenz) entstehen und nehmen den größten Teil des Bevölkerungszuwachses und der dadurch hervorgerufenen Bauten auf.
Den so entstandenen Vorstädten fehlt jedoch das typisch Großstädtische: 67 % aller bebauten Grundstücke in Lübeck 1914 hatten einen Garten. (Im Vergleich dazu sind es in Kiel 60 %, in Stettin 39 % und in Köln sogar nur 34 %.) Immerhin gut 14 % der Einwohner Lübeck bewohnten ein Haus. (In Hamburg sind es zur gleichen Zeit nur 4,8 %, in Kiel 4,3 % und in Stettin sogar nur 0,3 %.) Knapp 70 % aller Gebäude in den Vorstädten hatten nur höchstens zwei Stockwerke und nur 31 % aller Gebäude dienten geschäftlichen Zwecken. Die sog. Behausungsziffer, also die durchschnittliche Zahl der Bewohner pro Haus, lag mit 9 % niedriger als in den meisten anderen Städten Deutschlands ausgenommen Bremen (Berlin 77 %, Frankfurt 20 %, Bremen 6 %). Die Vorstädte waren also überwiegend Wohnstädte. Nur die Vorstadt St. Lorenz fiel insoweit etwas aus dem Rahmen. Hier wuchs im Westen der Stadt die Industrie, hier standen im Norden um die Kaserne an der Fackenburger Allee herum mehr als die Hälfte der vierstöckigen Gebäude der Stadt.
Noch etwas stärker von der beschriebenen Entwicklung weichen die 1913 eingegliederten Landgemeinden Siems und Kücknitz von dem Bild ab. Hier setzte die zweite Phase der Industrialisierung Lübecks ein, die nach 1900 angestoßen durch den 1889 gegründeten Industrieverein, zur Ansiedlung mehrere Fabriken am linken Traveufer führt. Diese Gemeinden haben zwischen 1900 und 1910 die größten prozentualen Zuwachsraten bei den Einwohnerzahlen: Siems 155,4 % und Kücknitz – als Standort des 1905 gegründeten Hochofenwerks – 829,5 %. Absolut ist die Bedeutung freilich geringer. Beide Gemeinden zusammenkommen 1910 auf weniger als 2000 Einwohner und damit weniger als 2 % der Einwohner. Lübeck wird also auch nach 1900 und selbst in den Landgemeinden nicht zur Industriemetropole. 1913 arbeiten aber immerhin 8132 Beschäftigte in der Industrie oder ca. 13 % der Wohnbevölkerung, nachdem dieser Anteil 1900 noch gerade 6 % betragen hatte.

#### Die einzelnen Vorstädte
An der Roeckstraße in der späteren Vorstadt St. Gertrud waren bereits vor Aufhebung der Torsperre ausgangs des 18. Jahrhunderts und in der ersten Hälfte des 19. Jahrhunderts zahlreiche Sommerhäuser der reichen Familien Lübecks entstanden. In einem von ihnen ist Thomas Mann geboren. Diesen Sommerhäusern folgten Ende des 19. Jahrhunderts zahlreiche Villen, betont luxuriös ab etwa der Jahrhundertwende insbesondere auch rund um den Stadtpark, wo auch zwei palaisartige Wohnstifte des von Borries-Stift für „Frauen und Jungfrauen aus den gebildeten Ständen Lübecks“ und der Heinrich Gaedertz Stiftung für „Herren aus gebildeten Ständen“ gebaut wurden. St. Gertrud wurde so die vornehme Vorstadt.
Es erhält sich jedoch auch das sogenannte Dorf, eine kleinteilige Bebauung um die Paulstraße zwischen der Roeckstraße und dem heutigen Gerichtshaus, deren Vorläufer im Zusammenhang mit dem Verbot der innerstädtischen Schweinehaltung wie die Bäckerstraße in St. Jürgen 1583 entstanden waren, aber anders als dort nicht durch vornehme Bauten ersetzt worden waren. Der Heiligen-Geist-Kamp, dessen Name daran erinnert, das die Ländereien rund um zuvor im Eigentum der ältesten Lübecker Stiftung Heiligen-Geist-Hospital standen und als Erbbaurechte auch heute größtenteils noch stehen, wurde als Baugrenze erst in der Zeit nach dem Ersten Weltkrieg in den 1930er-Jahren erreicht. Im Osten endete die Bebauung etwa bei der 1910 errichteten St. Gertrudkirche, neben der ursprünglich auch die nicht verwirklichte Ringstraße verlaufen sollte.
Noch weiter im Nordosten liegt innerhalb des Stadtteils der Burgtorfriedhof, der auf dem Sandberg 1915 um den von Harry Maasz geplanten Ehrenfriedhof erweitert wird.

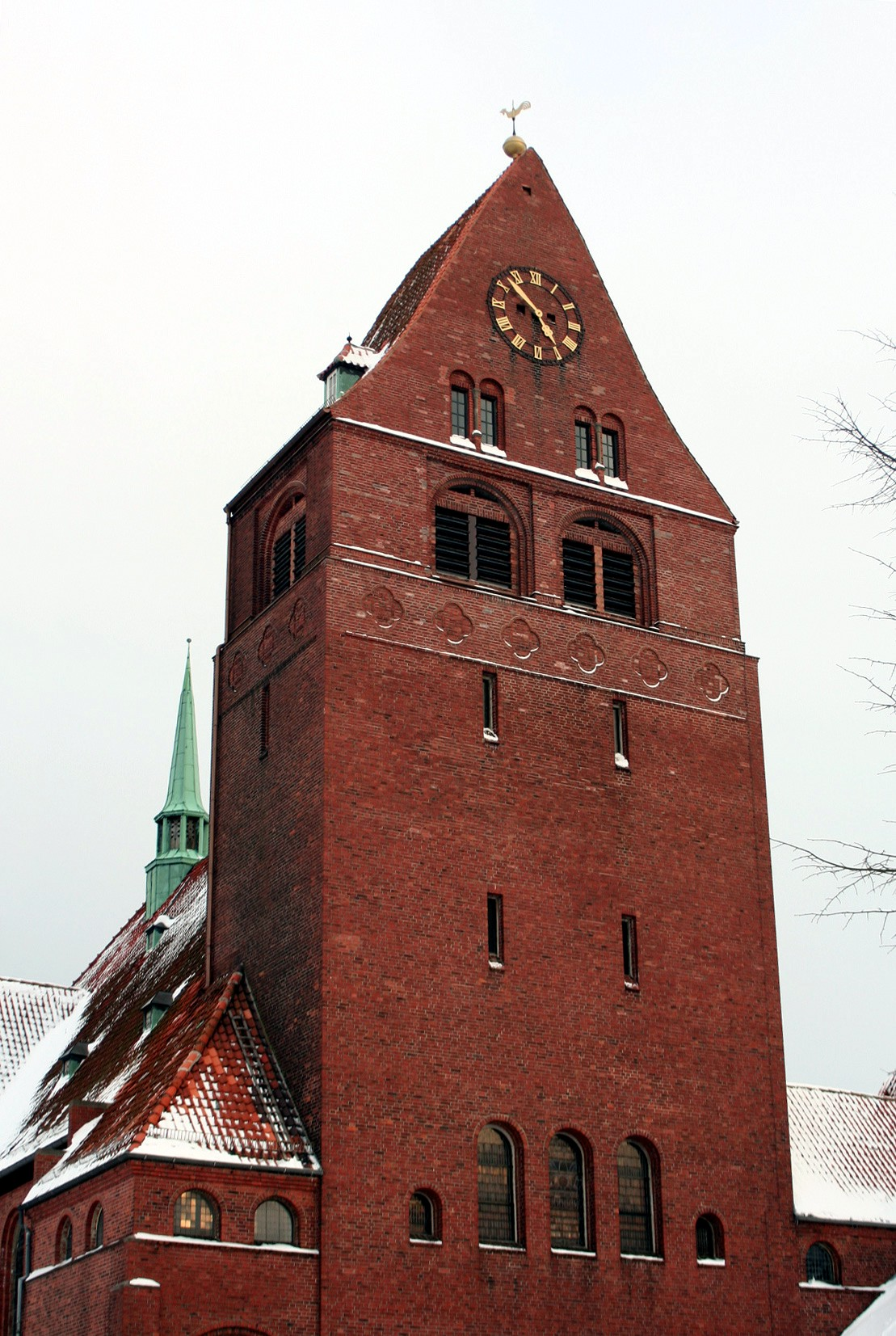
St. Gertrudkirche (1910)

Der Bau des Elbe-Lübeck-Kanals und die damit verbundenen Planungen – schließlich auch der Bebauungsplan 1894 – bestimmen die Entwicklung insbesondere der süd(-öst)lichen Vorstadt St. Jürgen. An seinem (künftigen) Lauf kristallisiert sich das Gewerbegebiet um die frühere St. Petri Ziegelei (später Gaswerk I an der Geniner Straße) heraus und wird durch den Bebauungsplan 1894 festgeschrieben. Kanal und Bebauungsplan bestimmen später auch die Lage eines Gewerbegebietes im Osten der Stadt unmittelbar am Kanal bei dem nach Bürgermeister Heinrich Klug benannten Klughafen. Indem der Kanal im Süden dem Lauf des alten Wallgrabens folgt, setzt er ihn fort und schreibt den Respektabstand der Vorstadt zur Innenstadt fest, was ein Überspringen der Citybildungsprozesse in diesen Bereich der Stadt verhindert. Das neue Viertel um die Stresemannstraße wird deshalb im Bebauungsplan 1894 als Villenviertel festgeschrieben. Im Osten ermöglicht der Bau des Falkendamms den Neubau des Viertels nördlich der Moltkestraße zwischen Kanal und Wakenitz, in dem zuerst in St. Jürgen auch Blockrandbebauung entsteht. Diese Neubauaktivitäten fassten die alte Vorstadtbebauung um die Bäckerstraße ein, die im Zuge des Verbots der innerstädtischen Schweinemast aus Gründen der Hygiene schon vorher entstanden war. Auch in St. Jürgen tritt die öffentliche Hand als Bauträger in großem Umfang auf. Neben Schulen wie in den anderen Stadtteilen auch entstehen 1870 die neue Wasserkunst, ein modernes Wasserwerk anstelle der am heutigen Hüxterdamm gelegenen mittelalterlichen Wasserkünste und vor allem zwischen 1885 und 1887 das Allgemeine Krankenhaus (später Städtisches Krankenhaus, heute Sanaklinik). Noch weiter im Süden wird 1909–1912 wird die Heilanstalt Strecknitz gebaut, aus der sich das Universitätsklinikum entwickelte.

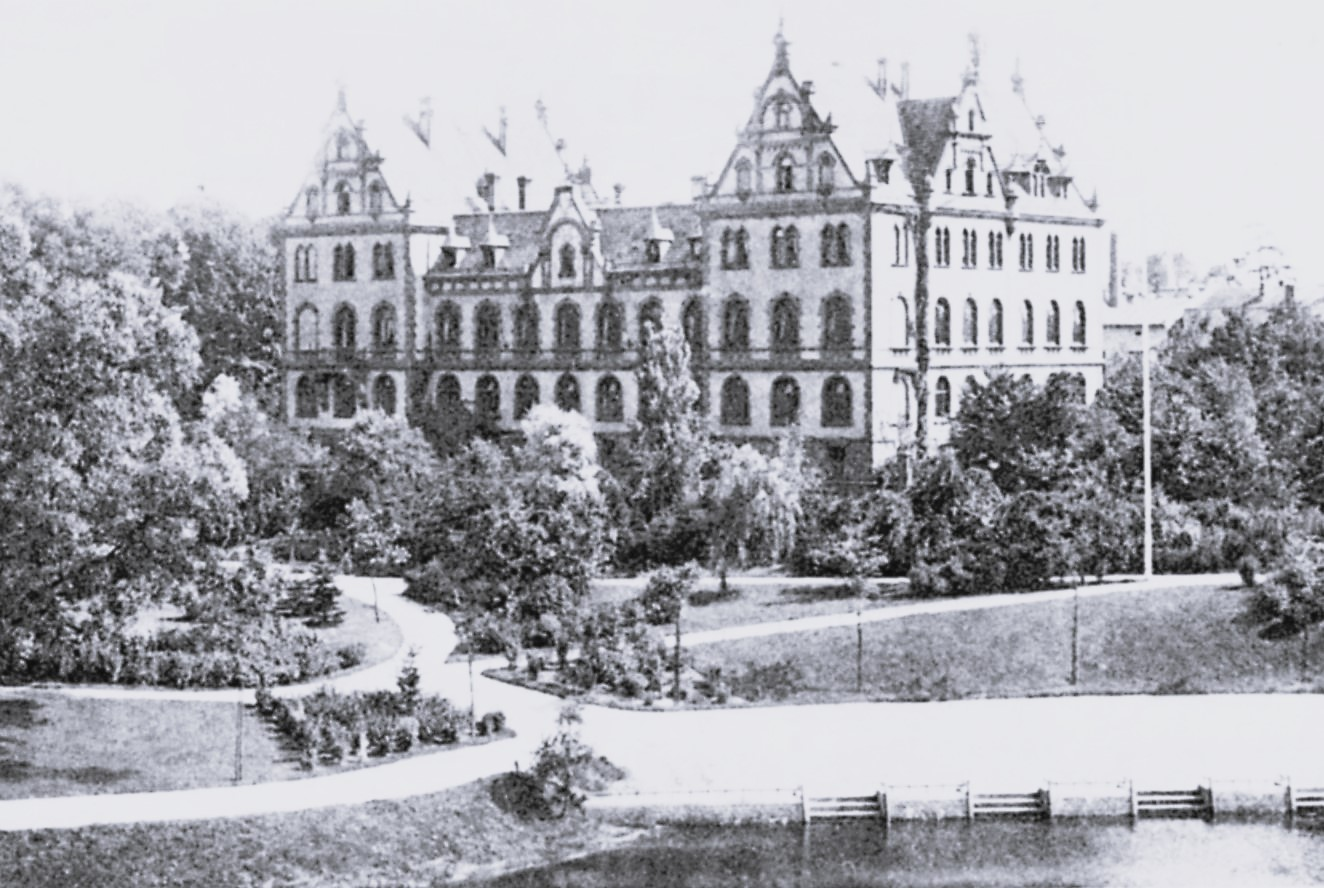
Hanseatische LVA, 1893–96 von Adolf Schwiening, um 1906

Im Westen der Stadt in der Vorstadt St. Lorenz bestimmt der Bahnhof (1908, Architekt: Fritz Klingholz) die Entwicklung. In seinem Umfeld entstehen am Bahnhofsplatz in Blockrandbebauung Großbauten wie das Verwaltungsgebäude der Lübeck-Büchener Eisenbahn. Der erste Bahnhof in den Wallanlagen schreibt diese fort und begründet hier den Abstand der neuen Vorstadt zur Innenstadt. Auch die Bahngeleise ziehen Gewerbe und Industrie an. Hier entstehen vornehmlich zwischen der Moislinger Allee und den Bahngleisen in St. Lorenz-Süd und in den Vierteln um die Schwartauer Allee in St. Lorenz-Nord die ersten „neuzeitlichen“ Arbeiterwohnungen in Lübeck, die den Zuzug nach Lübeck oder einen Umzug aus den Gängen und Höfen der Altstadt ermöglichen. Die neue Bahnverbindung nach Hamburg teilt schließlich sogar den Stadtteil St. Lorenz in zwei sich unterschiedlich entwickelnde Gebiete. Der große Neubau der Kaserne an der Fackenburger Allee wird 1868 vom Norddeutschen Bund finanziert.

Neuer Hauptbahnhof (1908)
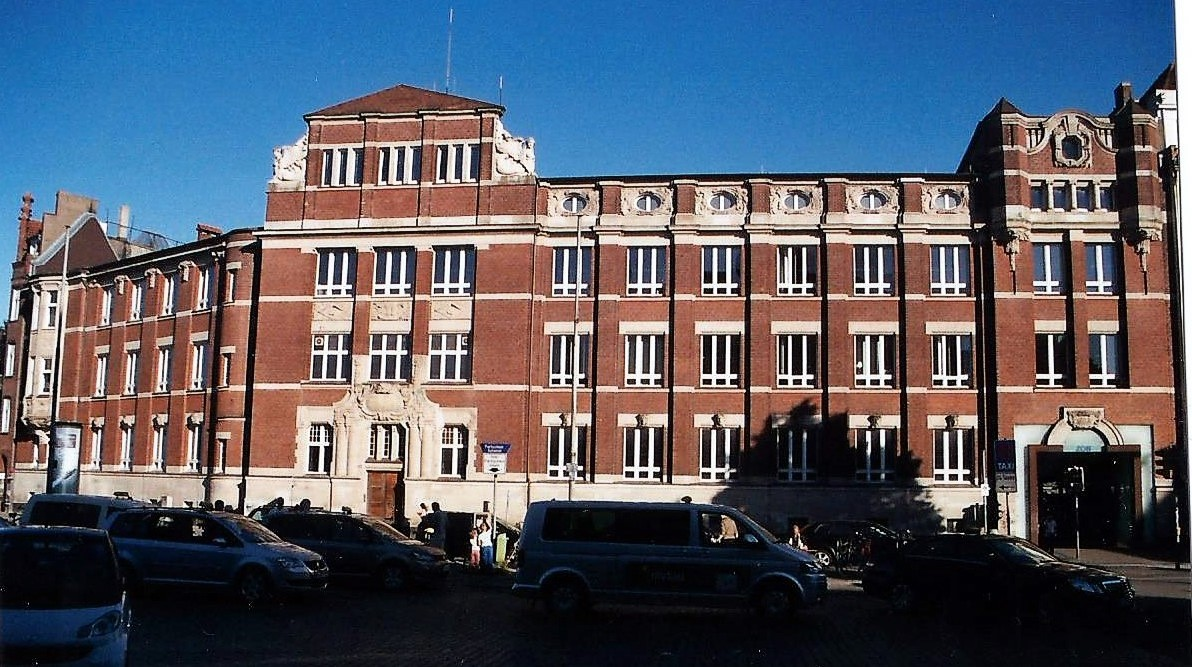
Verwaltungsgebäude der LBE

### Verkehr in der Innenstadt und den Vorstädten
Für den wachsenden Verkehr (1906 gab es erst 21 KFZ in Lübeck) wurde in der Innenstadt die Verbreiterung der Straßen geplant. Ein Gesetz von 1895 zur Rückverlegung der Baufluchten und ein Programm von 1905 dienten der Umsetzung solcher Pläne. Verbreitert wurde insbesondere zum ersten Mal die Holstenstraße.
Eine weitere Verbindung von der Altstadt zunächst zu den Wallanlagen wurde (an Stelle der Matsfähre) 1890 durch die Drehbrücke geschaffen. Weiter nach St. Lorenz führte bis zum Bau der Marienbrücke zunächst nur eine sehr einfache Klappbrücke. Dadurch wurde eine zweite Verbindung zum Westen und Nordwesten geschaffen.

Plan 1895: Moltkebrücke mit Ausstellungsgelände und Stand der Vorstadterschließung

Im Osten war die neue Moltkebrücke der Zeit voraus. Sie wurde in Hoffnung auf eine Bebauung des teils von ihm erworbenen Gebietes jenseits der Wakenitz von dem aus Hannover zugezogenen Baurat Ferdinand Wallbrecht auf seine Kosten 1892/93 errichtet und ermöglichte zunächst den Besuch der östlich der Wakenitz abgehaltenen Deutsch-Nordischen Handels- und Industrie-Ausstellung.
Von dem Ringstraßenplan wurden nur kleine Teilstücke ausgeführt: Im Westen der Hansering, im Süden der St.-Jürgen-Ring und im Osten der Marliring. Die Namen des westlichen und östlichen Teilstücks erinnern an diese Planungen. Nur das Teilstück des St.-Jürgen-Ring im Süden ist auch in die spätere Planung aufgenommen worden. Der Plan der Ringverbindungen ist nicht umgesetzt worden, weil damals der Druck durch den Straßenverkehr noch nicht groß genug war, während andererseits die Schifffahrt durch die Überbrückungen, die diese Ringstraßen in Lübeck erforderlich machen, erheblich gestört worden wäre. Auch der Güterbahnhof im Norden des Hanseringes und die frühere Bahnlinie entlang der Possehlstraße/Berliner Allee standen einem solchen Ring entgegen.
Die Verbindung zu den neuen Industriegebieten jenseits der Trave übernahm ab 1902 die erste Herrenbrücke an Stelle einer Fähre, die als Doppeldrehbrücke ausgeführt wurde, um den Schiffsverkehr nicht zu behindern.

### Fazit der Entwicklungen bis 1918
Die städtebauliche Entwicklung der ersten 40 Jahre weist Parallelen und Unterschiede zu anderen deutschen Städten auf. Ein Kranz von Vorstädten, der sich konzentrisch entlang der alten Landstraßen um die alte Stadt entwickelt, ist ein Standardmuster der Stadtentwicklung. Eine Eigenheit ist dagegen der breite Ring von Trave und Wallgraben auf der einen und Kanal und Wakenitz auf der anderen Seite, der zwischen der Stadt und den Vorstädten liegt und durch neue Verkehrsanlagen wie die Bahn und den Kanal perpetuiert wird. Er hat Vor- und Nachteile für die städtebaulichen Entwicklungsmöglichkeiten. Einerseits erhält er den seit Jahrhunderten gerühmten Blick auf die „Stadtkrone“ der Wahrzeichen ähnlichen Sieben Türme der fünf Lübecker Hauptkirchen, andererseits wird dem Zentrum durch die Barriere eine Fläche zur äußeren Stadterweiterung und Entlastung von den Cityfunktionen genommen, auch wenn ein Teilstück der gesamten Fläche, die Gegend vor dem Holstentor als Cityerweiterung in den folgenden Jahren immer wieder ins Gespräch kommt.
Die Veränderungen des Stadtbildes in der Innenstadt durch die 44 Jahre zwischen 1864 und 1918 sind heute nur noch schwer nachzuvollziehen. Viele der Bauten dieser Jahre sind 1942 zerstört oder später abgerissen oder zur Unkenntlichkeit umgebaut worden. Das Übriggebliebene selbst der Zeit vor 1900 fügt sich vor dem Kontrast der Bauten nach 1945 besser mit dem älteren als es vermutlich ohne den Kontrast wahrgenommen würde.
Ein etwas anderes Bild ergibt sich in den Vorstädten. Hier sind viele private Bauten der Zeit erhalten geblieben und erfahren inzwischen eine intensivere und günstigere Würdigung. Anders wird auch hier mit den öffentlichen Bauten umgegangen: Z.B. die Kaserne in der Fackenburger Allee wurde 1976 abgerissen, von dem Allgemeinen Krankenhaus ist erst jüngst 2006 mit der Stadtapotheke ein letztes Fragment abgerissen worden.

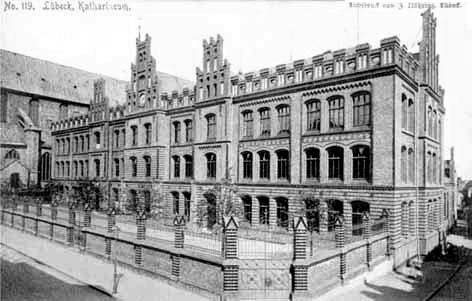
Katharineum um 1900
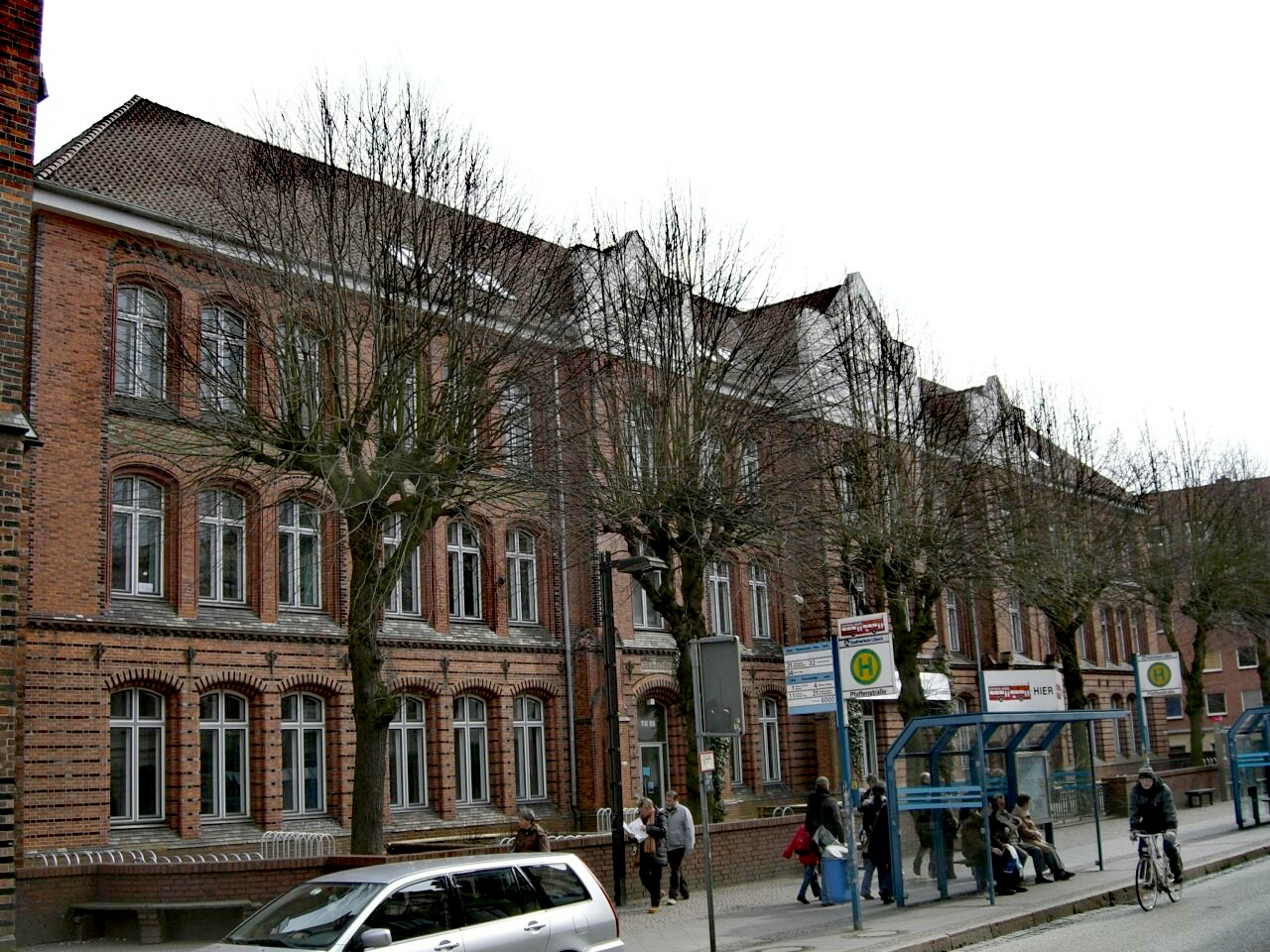
Katharineum heute

## Während der Weimarer Republik und bis Palmarum 1942

### Innenstadt und alte Vorstädte
In den wenigen Jahren der Weimarer Republik haben sich Entwicklungen der Zeit vor dem Ersten Weltkrieg fortgesetzt. Die Bevölkerung der ganzen Stadt wuchs noch einmal von 117.173 Einwohnern 1919 auf 133.021 in 1933.
Auch die Neubauten dieser Zeit, insbesondere die von Oberbaurat Friedrich Wilhelm Virck entworfene Stadtbibliothek in der Hundestraße (1926/27), der Kaufhausneubau des Konsumvereins in der Sandstraße 24–28 am Klingenberg (1929) und das Gewerkschaftshaus in der Dr.-Julius-Leber-Straße (1930), modernisieren das Stadtbild. Insbesondere die Stadtbibliothek ist ein Beispiel des norddeutschen Backsteinexpressionismus.
Begonnen wurde auch die Sanierung des Altbestandes. Im Rahmen eines Programms zur „Altstadtverbesserung“ unter dem städtischen Baurat Otto Hespeler begann sich die Ansicht durchzusetzen, dass die Höfe und Gänge mit Ausnahmen zu entkernen seien, weil anders hygienische Verhältnisse und „Licht, Luft und Sonne“ – die Schlagworte des Städtebaus für viele Jahrzehnte – nicht in die Altstadt zu bringen seien. Hespeler steht allerdings auch für Bemühungen um Heimatschutzarchitektur. Bis heute erhalten, wurden Luftschutzbunker wie der Nachbau eines ehemaligen Turms des Mühlentores auch „aus Gründen der besseren Tarnung“ im Heimatschutzstil gebaut.
Überlegungen zu Cityerweiterungen vor dem Holstentor und/oder dem Burgtor begannen. Beispiel für erste Umsetzung vor dem Holstentor ist das Reichsbankgebäude, auf der anderen Seite des Holstentorplatzes die zur 700-Jahr-Feier errichtete Holstentorhalle. Am Bahnhof entstand der Handelshof (1924) als herausragendes Beispiel des Klinkerexpressionismus, der den Bahnhofplatz nach Süden abschließt.
Die Mediatisierung Lübecks durch das Groß-Hamburg-Gesetz führte auch im Bereich des Bauens in Lübeck zur Aufhebung der Einheit der Verwaltung; die Bauverwaltung ist fortan in städtische Bauverwaltung und Preußisches Staatsbauamt getrennt.
Unter den Nationalsozialisten wurde ein Verwaltungsforum vor dem Burgtor geplant, aber nicht ausgeführt.

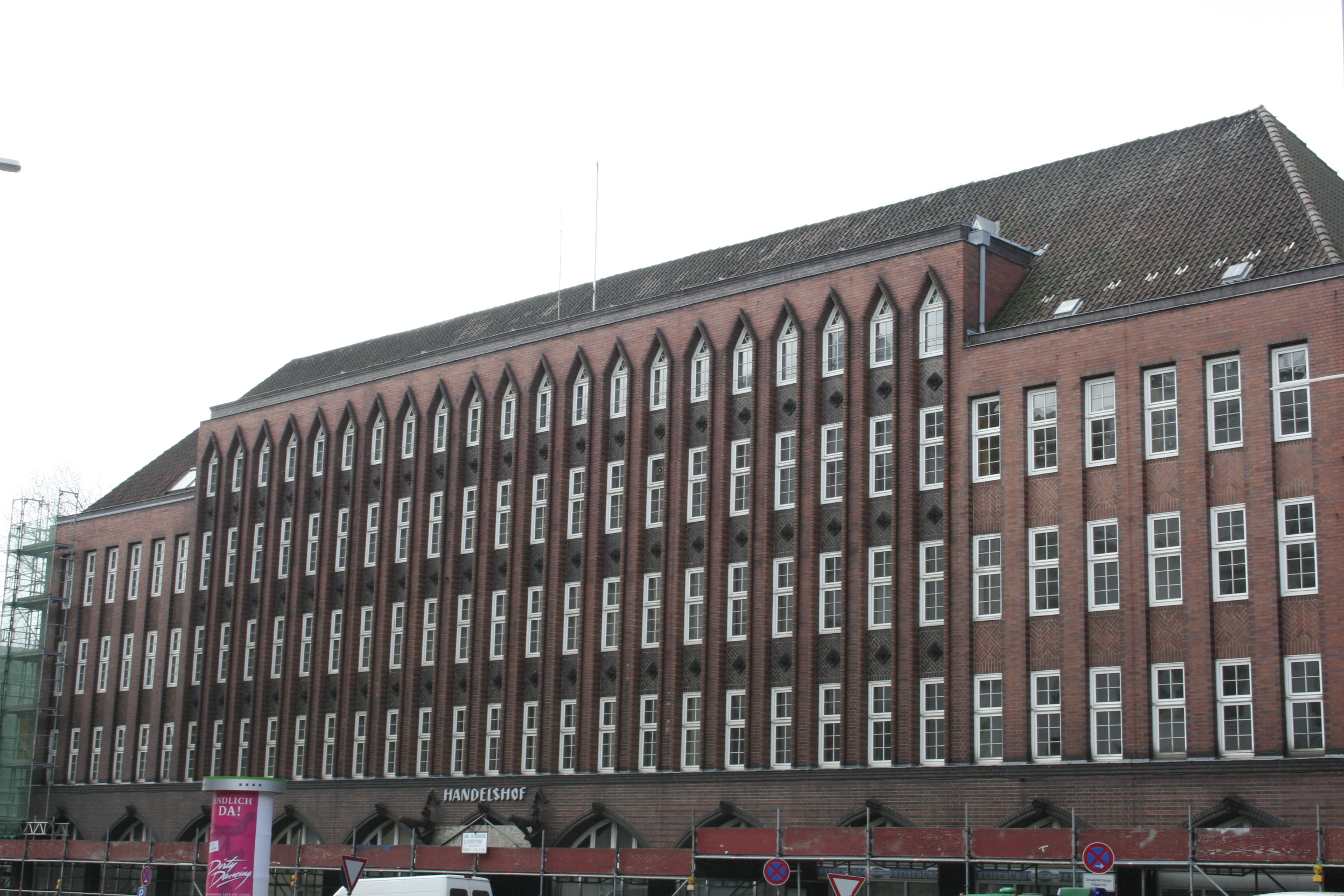
Handelshof (Zauleck u. Hormann, Hamburg 1924)
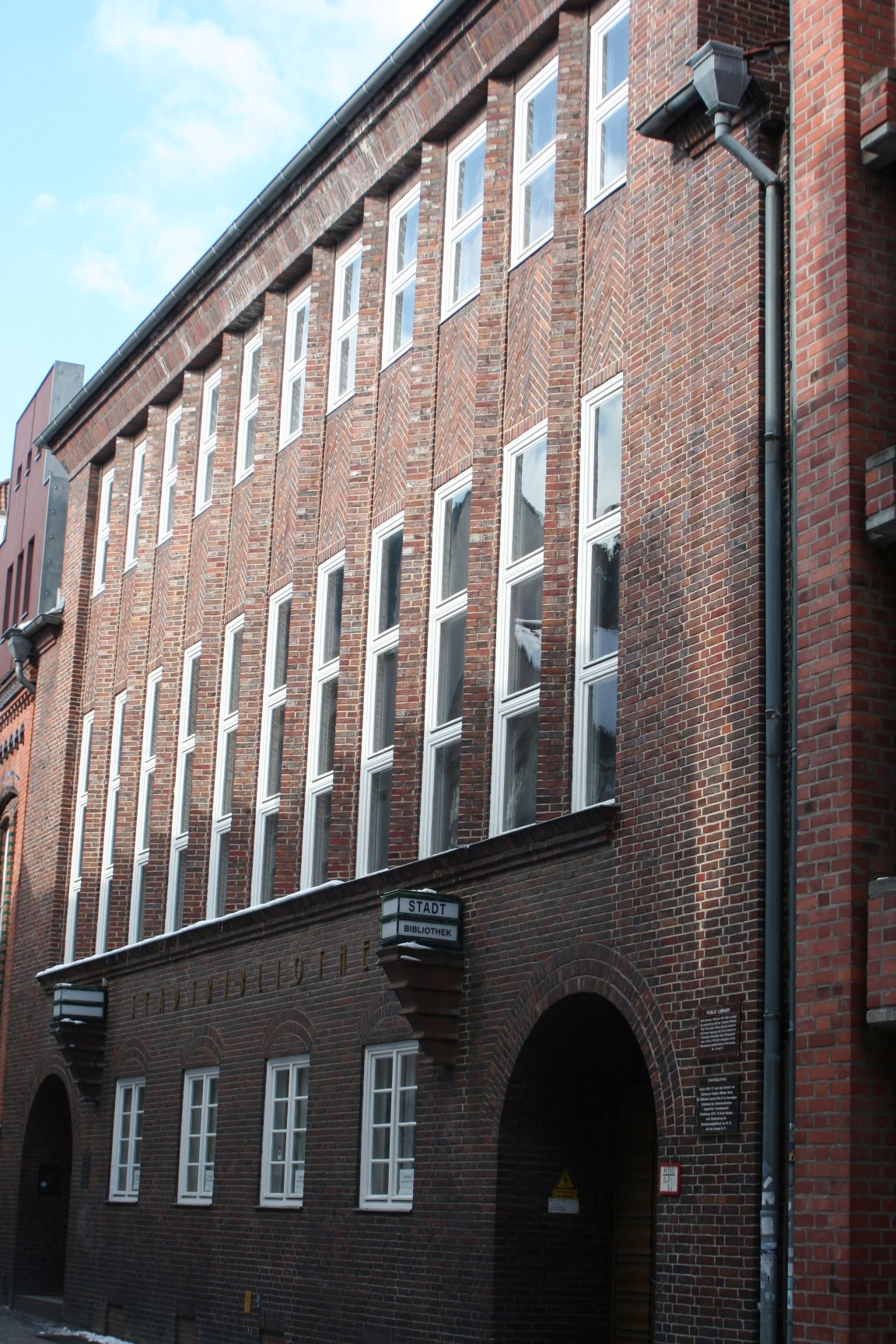
Stadtbibliothek (Virck 1927)
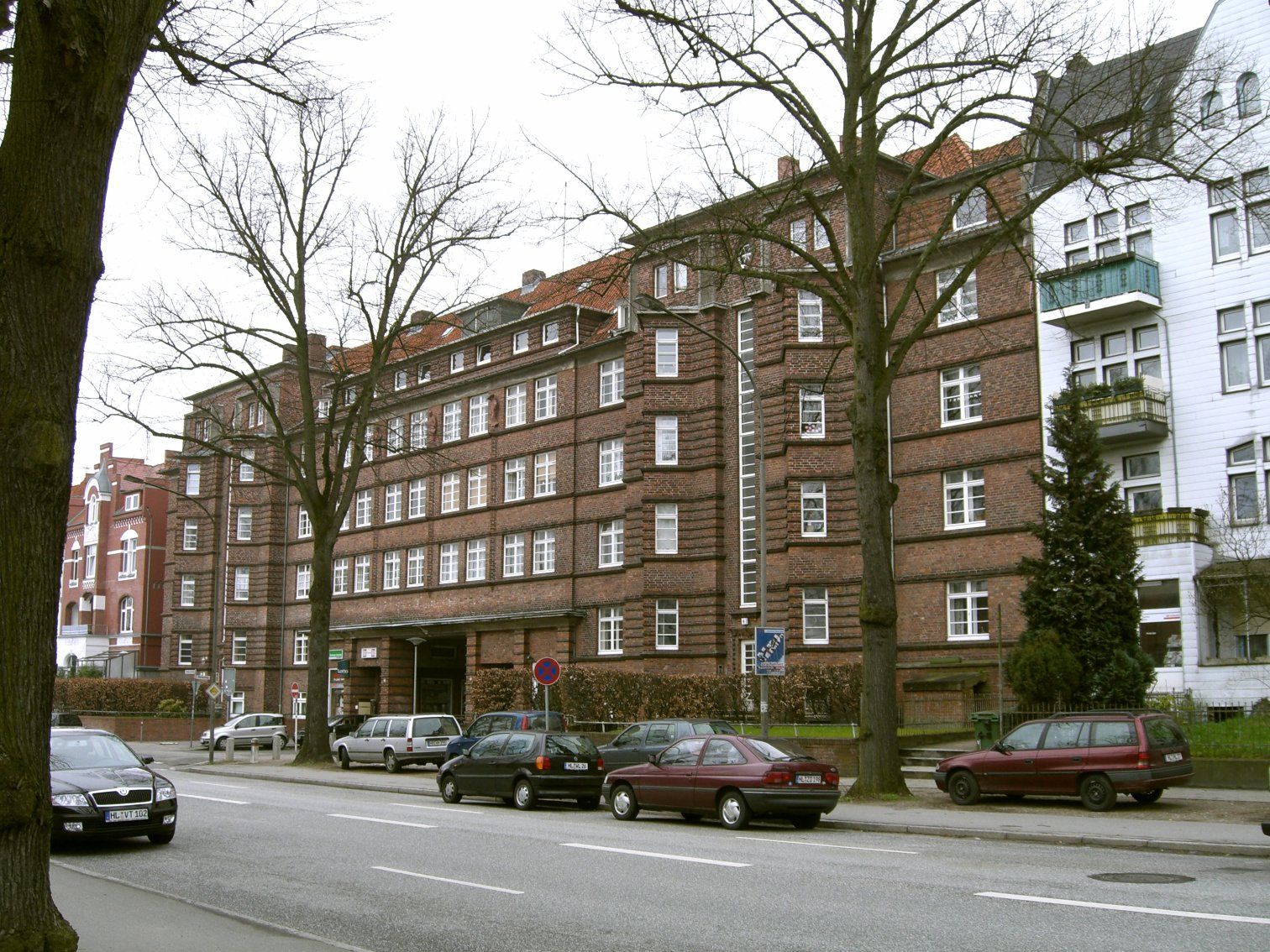
Wohnhaus Falkenstraße mit Durchfahrt zum Reiherstieg (von Ladiges 1928)
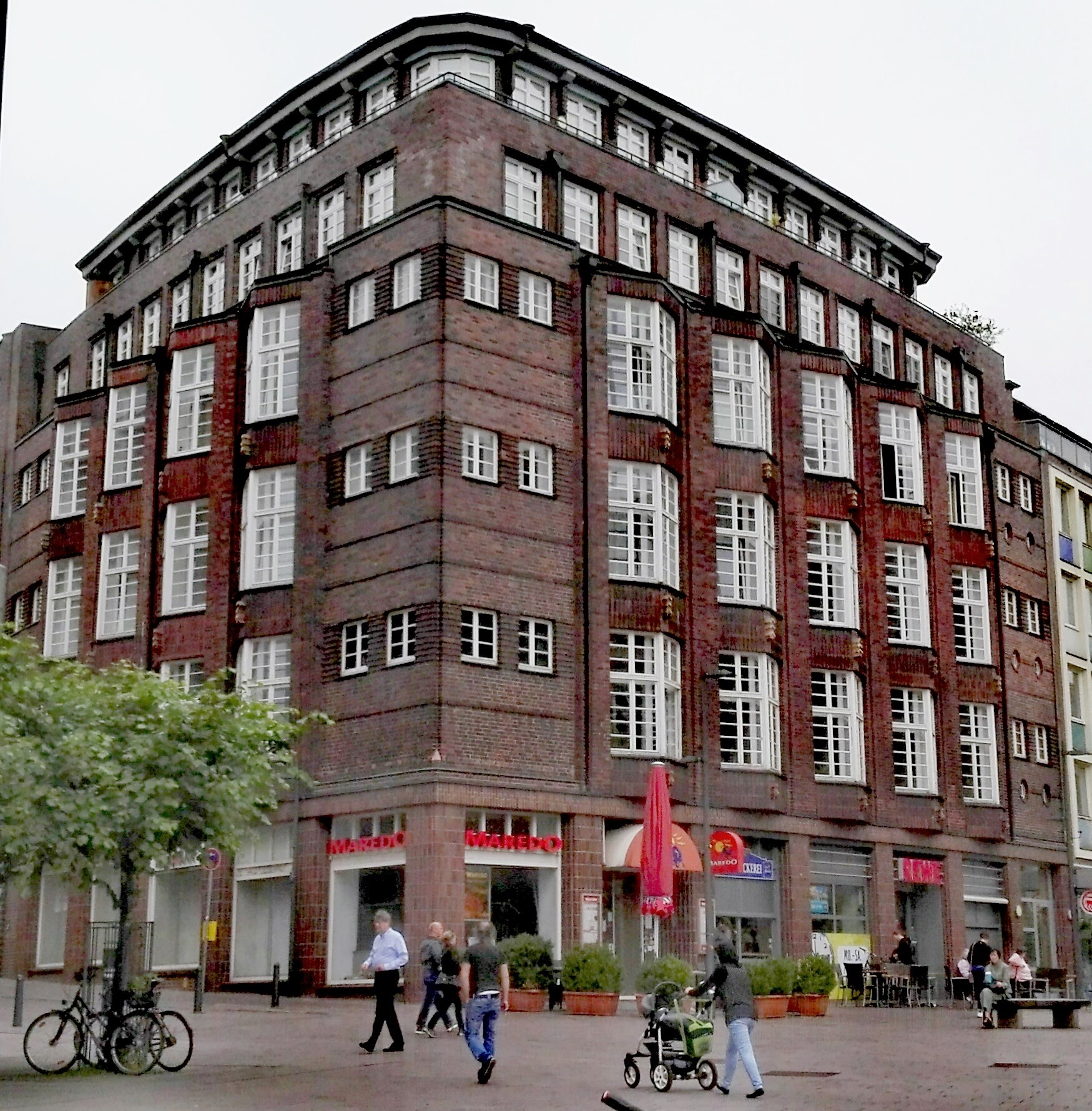
Kaufhaus des Konsumvereins (Runge + Lenschow 1929)
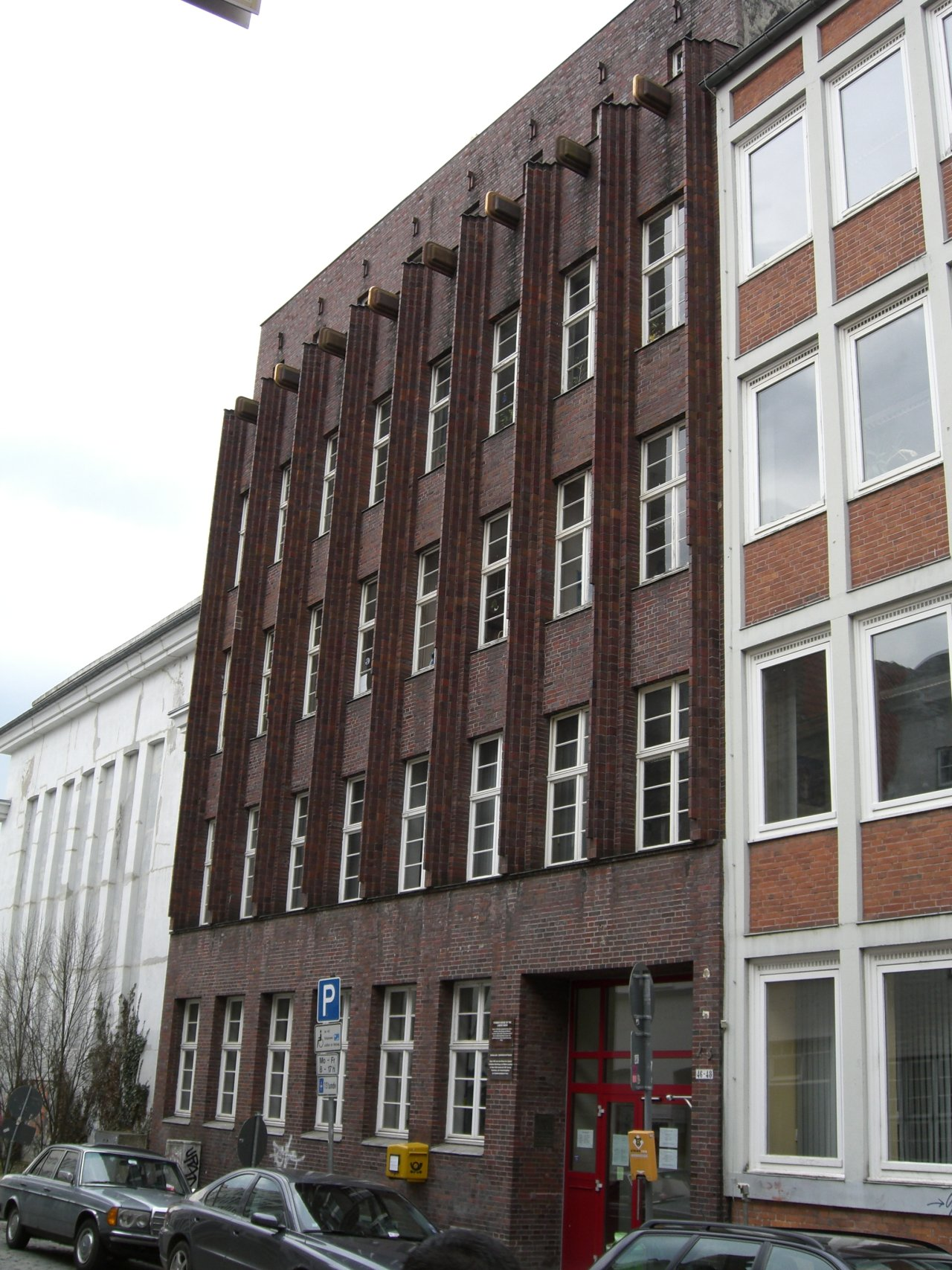
Gewerkschafts-haus (Runge + Lenschow 1930)

### Innenstadtverkehr
Der Verkehr in der Innenstadt nahm erheblich zu. Zum 15. Mai 1927 wurde in Lübeck ein System der Einbahnstraßen eingeführt. Die Königstraße nahm den Verkehr in Süd-Nord-Richtung, die Breite Straße den Verkehr in Nord-Süd-Richtung auf. In West-Ost-Richtung fuhr der Verkehr über die Holstenstraße, den Kohlmarkt und die Wahmstraße. In Ost-West-Richtung fuhr der Gegenverkehr durch Hüxstraße, Markt (unter den Rathausarkaden hindurch!) und Braunstraße. Die Straßenbahn konnte in diese Einbahnstraßenregelung nicht einbezogen werden, weil Schienen nur in der Breiten Straße und Holstenstraße lagen und unter den Rathausark–aden (über den Gewölben des Germanistenkellers) natürlich nicht einmal theoretisch verlegt werden konnten, so dass die Einbahnstraßenregelungen das „Verkehrschaos“ nicht vollständig behoben. Aus diesen Erfahrungen entwickelten sich später Pläne zur (weiteren) Verbreiterung der Innenstadtstraßen zur Schaffung einer Ost-West-Verbindung, die die mittelalterliche „T-Struktur“ (durchlaufend in Nord-Süd-Richtung, aber gekappt in West-Ost-Richtung) des Innenstadtverkehrs in ein Verkehrskreuz verwandeln sollte. Die Einführung von Stadtbussen in Nord-Süd-Richtung am 26. Februar 1935 und der Bau der Horst-Wessel-Brücke (heute: Rehderbrücke) in Verlängerung der Wahmstraße gehören zu den Bemühungen um die Lösung dieses Problems.

### Siedlungen
Außerhalb des Stadtzentrums war die Entwicklung der drei Vorstädte vor dem Ersten Weltkrieg im Wesentlichen abgeschlossen. Mit den Siedlungen begann ein neues Kapitel der Stadtentwicklung, die einen Vorläufer in der von dem späteren Senator Georg Kalkbrenner angeregten Heimstättensiedlung im heutigen Stadtteil Buntekuh hat, die bereits vor dem Ersten Weltkrieg gebaut worden sind. Das städtebauliche Leitbild der Siedlungen (Gärtnergasse, Karlshof, Moisling, Dornbreite, Brandenbaum) war das der Gartenvorstadt in Abkehr von den als abschreckend empfundenen kompakten Großstädten der Gründerzeit mit ihren schon damals deutlich werdenden Verkehrsproblemen, Mangel an Natur („Licht, Luft, Sonne“) und auch ständig wachsenden Bodenpreisen. Daneben hatte die Siedlungsbewegung ein starkes Motiv teils der sozialen Fürsorge, teils der genossenschaftlichen Selbstorganisation insbesondere der Arbeiterschaft. Typenhäuser und einfache Bauweise sollten Baupreise mindern. Große Grundstücke sollten mit ihren Nutzgärten Möglichkeiten der Selbstversorgung schaffen. Durch neue Rechtsinstitute wie die Erbpacht unterstützte auch die Stadt diese Bewegungen, Lübecks Gartenamtsleiter Harry Maasz folgte in die Planung einbezogen konsequent dem Prinzip des Gartensozialismus und damit der Idee von der Grünen Stadt. Nach dem verlorenen Krieg ging es nicht mehr nur um die Versorgung der Arbeiter, sondern auch der heimgekehrten Soldaten.

### Generalsiedlungsplan 1928
Der Generalsiedlungsplan vom 15. Mai 1928 steht bereits am Ende der Entwicklung der Siedlungen. Städtebaulich folgt er auch eher dem Ideal der sog. Bandstadt, die dem „Wildwuchs“ der konzentrischen Vorstädte und der auf ein Zentrum hin orientierten Gartenvorstädte egalitärer eine Stadt ohne Zentrum oder jedenfalls mit einem nicht so deutlich ausgeprägten Zentrum entgegensetzen will. Vorteile der Bandstadt gegenüber einer konzentrisch angelegten Stadt werden in der Entzerrung und Entbündelung des auf das Zentrum zielenden Verkehrs und ähnlich dem Straßendorf in den kurzen Wegen zu Arbeit und Natur gesehen. Das Band sollte nach dem Plan die Trave bilden, die von Gewerbegebieten (Seehafen bei Gothmund, Industriegebiet am Dummersdorfer Ufer) gesäumt worden wäre. Die dabei vorgestellte Einwohnerentwicklung bis hin zu 420.000 übertraf sogar noch die Realität der Nachkriegszeit, in der die Marke von 250.000 nicht überschritten wurde.

## Wiederaufbau und Stadterweiterungen der Nachkriegszeit bis in die 60er Jahre

### Bombenschäden Palmarum 1942 und Wiederaufbauplanungen
Am 28./29. März 1942 wurde Lübeck als erste deutsche Stadt durch den Luftangriff auf Lübeck mit einem Flächenbombardement der Royal Air Force, gemäß der kurz zuvor erlassenen britischen Area Bombing Directive, überzogen. Die Schäden konzentrierten sich auf den westlichen Teil der Altstadtinsel und die Gegend um den Bahnhof in St. Lorenz-Süd. Im Vergleich zu allen anderen deutschen Großstädten (über 100.000 Einwohner) waren die Schäden rein prozentual gering. Andererseits wurden gerade auf der Altstadtinsel große Zerstörungen verursacht. Von den großen Kirchen blieb nur die Jakobikirche unbeschädigt, die Aegidienkirche nahm leichten Schaden. Marienkirche, Dom und Petrikirche waren sogar teilweise eingestürzt, das Gründungsviertel bis auf den untersten Teil der Mengstraße vollständig zerstört.
Die Wiederaufbauplanungen begannen bereits im Krieg. Einen Geheimauftrag von Bürgermeister Otto-Heinrich Drechsler erhielt Hans Pieper bereits zwei Wochen nach dem Angriff. Seitens der Kaufmannschaft wurde im gleichen Jahr Carl Mühlenpfordt beauftragt. Die Ergebnisse dieser Planungen wurden unmittelbar nach dem Krieg veröffentlicht. Beide wollten beim Wiederaufbau die aus der Vorkriegszeit bekannten Verkehrsprobleme lösen. Beiden Plänen gemeinsam ist deshalb eine neue Ost-West-Verbindung durch Holsten- und Wahmstraße mit einer Verbreiterung auf 22 Meter, wobei diese Vorschläge durch die nahezu vollständige Zerstörung beidseits von zwei Dritteln der Holstenstraße und des oberen Teils der Wahmstraße begünstigt wurden. Beide wollten auch die sogenannte Beckergrubenbrücke, die die Beckergrube über Trave und Stadtgraben mit dem Bahnhofsviertel als neu angelegter Cityerweiterung verbinden sollte und der eine endgültige Absage erst durch die Musik- und Kongresshalle (1994) erteilt worden ist. Ebenso einig waren sich beide in der Forderung nach einer Blockentkernung, wobei in der Kritik solcher Vorschläge heute oft übersehen wird, dass die Wohnverhältnisse in den Gängen offenbar in der Weimarer Republik erschreckend waren. Auch wenn beide Planer aus heutiger Sicht sehr radikale Vorschläge gemacht haben, ist die Nachkriegszeit in mancher Hinsicht noch radikaler gewesen. Alle Planungen und auch die Wiederaufbaupraxis bejahten uneingeschränkt den Prozess der Citybildung und ordneten ihm den Erhalt des Alten unter.

### Wiederaufbauplan 1950 und Praxis des Wiederaufbaus
Rechtsgrundlage war das schleswig-holsteinische Aufbaugesetz vom 21. Mai 1949 (GVOBl. für Schl.-H. 1949, 93 ff). Dieses Gesetz schuf mit der förmlichen Umlegung (neben der privaten 'freiwilligen' Umlegung) das Mittel, die Parzellenstruktur und die Baufluchten anzupassen. Auf dieser Grundlage entstanden durch Umlegung die Blockbinnenhöfe im Citybereich. Die Blockbinnenhöfe vereinigten die rückwärtigen Freiflächen der Grundstücke einiger Straßenblöcke im Eigentum der Stadt jeweils zu einem Grundstück mit Zufahrt von der öffentlichen Straße. Die Stadt stellt diese Flächen seither den direkten Anliegern zur rückwärtigen Anlieferung und zum Parken zur Verfügung.

### Entwicklungen am Stadtrand
Siehe beispielhaft ERP-Programm 10.000 Flüchtlingswohnungen und Duplexhaus

## Stadterneuerung (1970er-Jahre) und Stadtumbau (1980er-Jahre)
Anfang der 1970er-Jahre setzt auf der rechtlichen Grundlage des Städtebauförderungsgesetzes von 1971 ein vollständiges Umdenken im Umgang mit der Altstadt ein. Stimmen, die die Zerstörung der historischen Stadtgestalt durch die vorgenommene Modernisierung und den parallelen Verfall der Wohngebiete auf der Innenstadtinsel anprangern (insbesondere „Segeberger Appell“), finden jetzt zunehmend Gehör in Politik und Verwaltung und führen im Laufe des Jahrzehnts zu den bis heute geltenden Grundsatzentscheidungen zum Umgang mit der Innenstadtinsel. Im sogenannten S-4 Bericht des Stadtplanungsamtes der Stadt Lübeck werden die Leitvorstellungen, die später durch Bürgerschaftsbeschluss vom 12. Juni 1975 in leicht abgewandelter Form beschlossen wurden, besonders prägnant formuliert: 
1. Die Lübecker Altstadt ist als Kulturdenkmal in ihrer Gesamtheit zu erhalten (Stadtdenkmal). Das bedeutet nicht nur die Erhaltung und Erneuerung der vergleichsweise geringen Anzahl denkmalgeschützter Gebäude, sondern die Revitalisierung auch jener Quartiere, die durch Maßstab und Form bildprägend für die gesamte Innenstadt sind.
 2. Die Lübecker Innenstadt soll überall dort, wo sich historische Bausubstanz befindet, in Wohnquartiere umgebaut werden, die mit der notwendigen technischen und sozialen Infrastruktur ausgestattet werden.
 3. Die Entwicklung und Ausdehnung von Cityfunktionen soll sich auf jene Bereiche beschränken, die heute bereits diese Funktion erfüllen und wegen ihrer Abweichung vom historischen Grundmuster ohnehin nicht stadtbildprägend sind.
 Zielkonflikte sollten durch die Reihenfolge der hier aufgeführten Leitvorstellungen entschieden werden. Der Prozess der weiteren Citybildung auf der Altstadtinsel sollte also gestoppt werden. Man war der Auffassung, dass dieser Prozess ohne eine weitere Zerstörung des Stadtbildes und Beeinträchtigung der Wohnfunktionen der Insel nicht fortgesetzt werden könnte. Cityfunktionen sollten von der Insel verlagert und außerhalb dieser wahrgenommen werden.
Als Arbeitsgrundlage wurde 1979 eine vollständige katasterreferenzierte Stadtbildaufnahme mit den zusammenhängenden, fotometrisch erfassten Fassadenansichten aller Gebäude geordnet nach den einzelnen Baublöcken der Altstadtinsel erstellt und veröffentlicht.
Die weitere Arbeit am Konzept mündet in die Gestaltungs- und Erhaltungssatzung von 1982, das Verkehrskonzept Innenstadt 1985 und den fortgeschriebenen Rahmenplan 1988.

## Auswirkungen der deutschen Wiedervereinigung
Die Wiedervereinigung Deutschlands ist für Lübeck mit einer Beendigung der Situation der Grenzstadt am Eisernen Vorhang verbunden. Dies führt einerseits zu einem kurzzeitigen Aufschwung der Wirtschaft, andererseits zu Verkehrsbelastungen der Innenstadt, die deren Aufnahmekapazität aufgrund der darauf nicht eingerichteten Infrastruktur harten Belastungen aussetzt. Gleichzeitig entfällt jedoch die inzwischen gewohnte Zonenrandförderung. Es entstehen neue Stadtteile und Gewerbegebiete im mecklenburgischen Speckgürtel der Stadt, die durch ein neues Fördergefälle begünstigt werden. In diesem Zuge erkennt die Lübecker Kommunalpolitik ihren Fehler, durch die seit Anfang der 1970er-Jahre unterlassene Ausweisung von weiteren neuen Wohngebieten, insbesondere für den Eigenheimbau, die Umlandgemeinden mit Vorortcharakter wie Bad Schwartau, Groß Grönau und Stockelsdorf ihres Ballungsgebietes gestärkt zu haben. Sie beschließt in den 1990er-Jahren eines der größten Städtebauvorhaben Deutschlands in dieser Zeit mit dem neuen Hochschulstadtteil in St. Jürgen, um dem Verlust weiterer Familien an das Umland in Holstein und Mecklenburg entgegenzuarbeiten.

## Gegenwart

### Planungsgrundlagen
Die Ziele der zukünftigen Stadtentwicklung oder eine Lokale Nachhaltigkeitsstrategie im Sinne einer Lokalen Agenda 21 sind nicht definiert. Schon der Leitbildprozess wurde 2000 abgebrochen, auch der Possehl-Stiftung gelang 2002 der Versuch einer Wiederanknüpfung an den Leitbildprozess nicht mit dem erhofften Ergebnis. Ein Stadtentwicklungsplan oder Stadtteilentwicklungspläne liegen ebenfalls nicht vor.
Lübeck unterliegt dem Regionalplan 2004 für den Planungsraum II des Landes Schleswig-Holstein, der den Planungsraum der kreisfreien Stadt und des Kreises Ostholstein zum Gegenstand hat. Die sich südlich und westlich anschließenden Kreise Lauenburg und Stormarn sind in die Hamburger Umland Planung des Regionalplans für den Planungsraum I – Schleswig-Holstein Süd 1998 eingeschlossen, der in etwa der Metropolregion Hamburg auf schleswig-holsteinischem Gebiet entspricht. Die Regionalpläne beruhen auf dem Landesraumordnungsplan Schleswig-Holstein 1998. Jenseits der Landesgrenze zu Mecklenburg-Vorpommern liegt die Zuständigkeit der Regionalplanung beim Amt für Raumordnung und Landesplanung Westmecklenburg in Schwerin. Eine Zusammenarbeit in der sogenannten HOLM-Region (Holstein-Lübeck-Mecklenburg) wurde in den 1990er-Jahren angeregt, kam aber nicht zum Tragen. Dies zeigt deutlich die nicht nur planungsrechtlich komplizierte Lage der Grenzstadt im Gefüge der Landespolitik Schleswig-Holsteins auf.
Lübeck gehört weiter zum Interreg-III-B-Gebiet der Europaregion Fehmarnbelt, weiter bestehend aus dem Kreis Ostholstein und dem dänischen Storstrøms Amt, das die Inseln Lolland, Falster und den südlichen Teil Seelands umfasst. Diese Region soll durch die von der Politik verfolgte Feste Fehmarnbelt-Querung zukünftig enger zusammenwachsen.